# Hammelburg
Hammelburg ist eine Kleinstadt im unterfränkischen Landkreis Bad Kissingen. Sie liegt an den Ausläufern der bayerischen Rhön und an der Fränkischen Saale. Hammelburg ist als die älteste Weinstadt Frankens bekannt und wurde urkundlich erstmals im Jahre 716 erwähnt. Sie gehört damit zu den 30 ältesten Städten Deutschlands.
Wahrzeichen der Stadt sind das Rathaus im Zentrum mit Marktbrunnen, das Kellereischloss mit Schlossweiher und das über der Stadt thronende Schloss Saaleck.
Bekannt sind der Garnisonsortsteil Lager Hammelburg, heute Standort des VN Ausbildungszentrums der Bundeswehr und der Infanterieschule, sowie der Truppenübungsplatz Hammelburg mit dem Übungsdorf Bonnland.

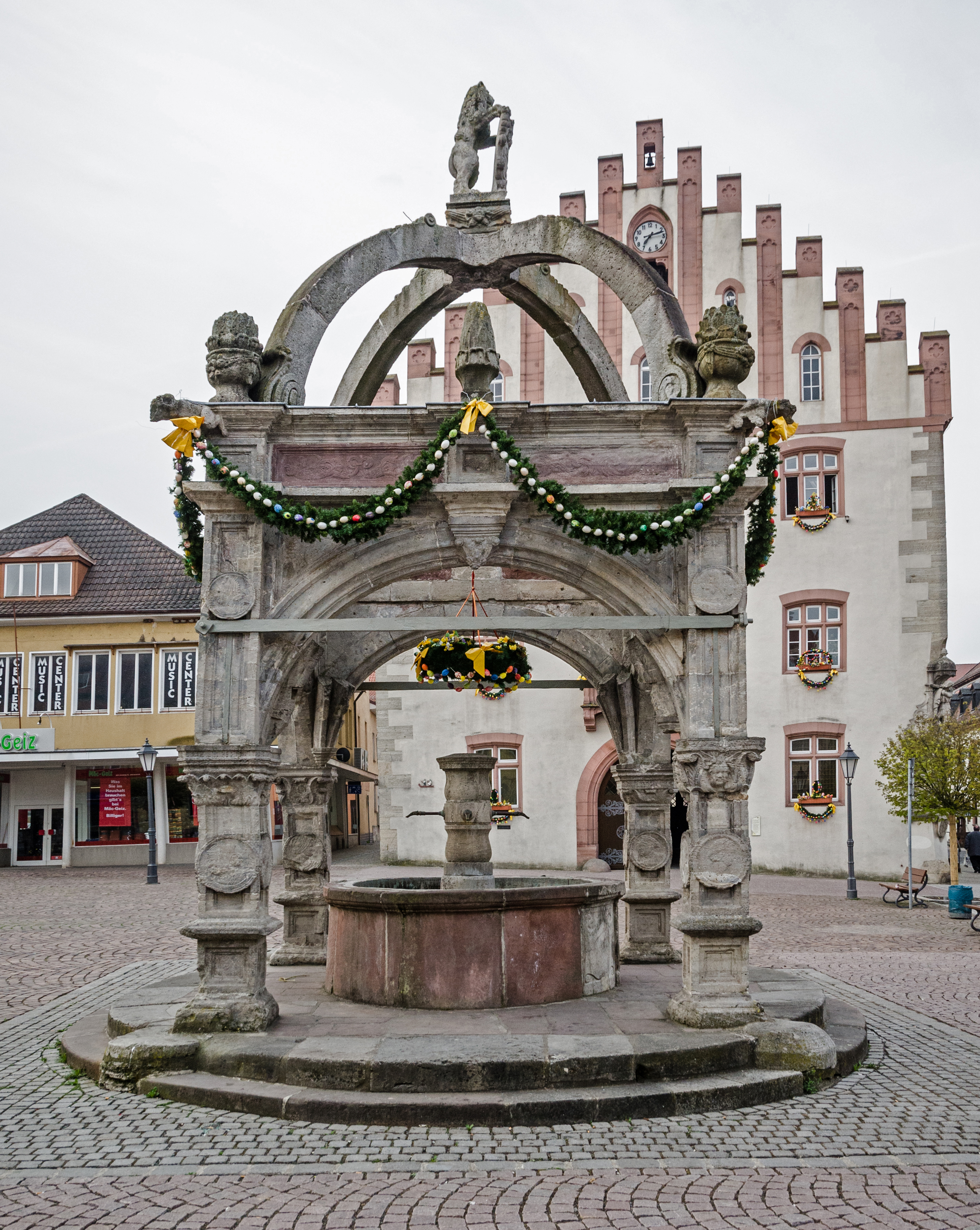
Marktbrunnen vor dem Rathaus

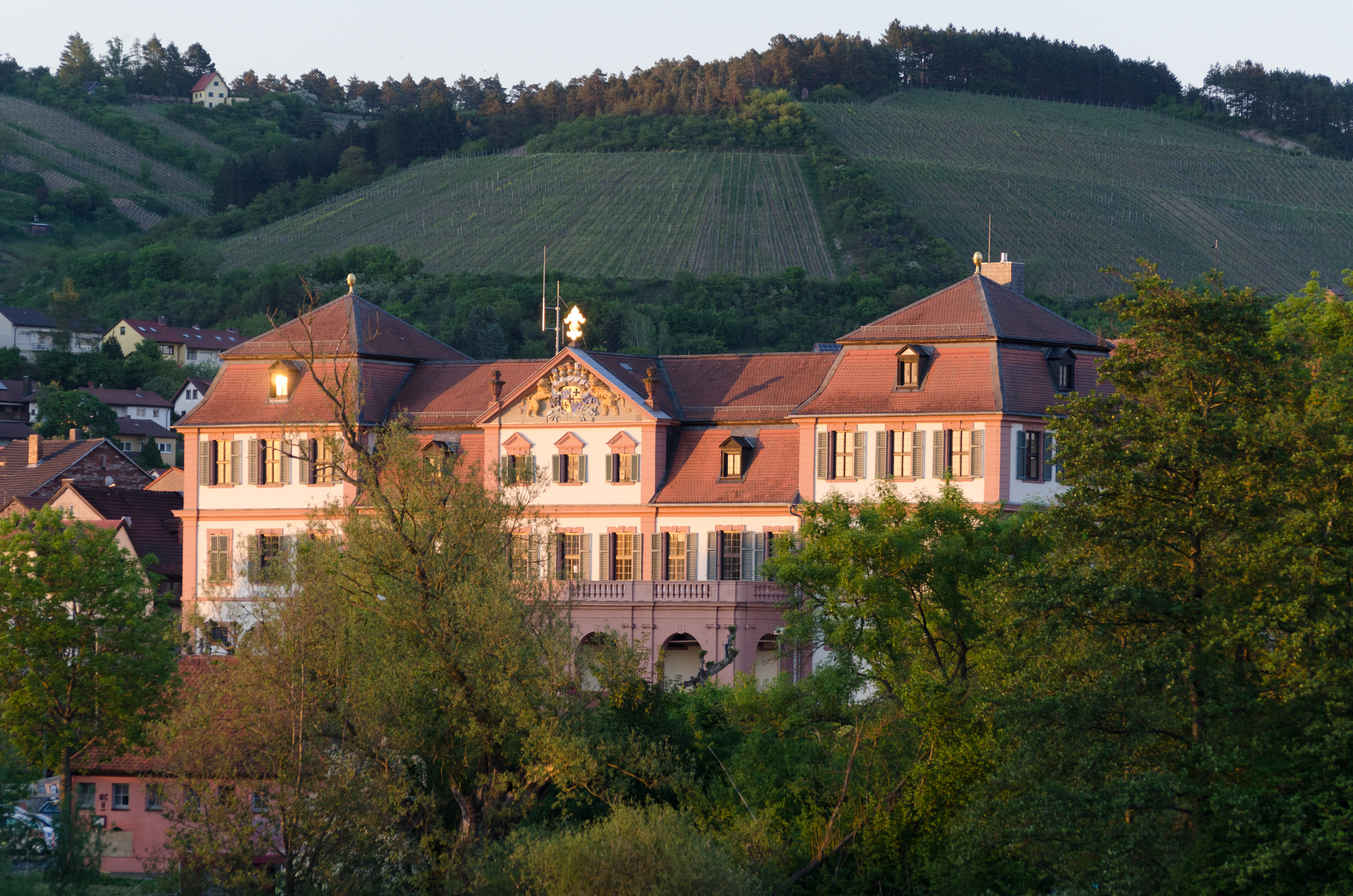
Kellereischloss mit Weinbergen

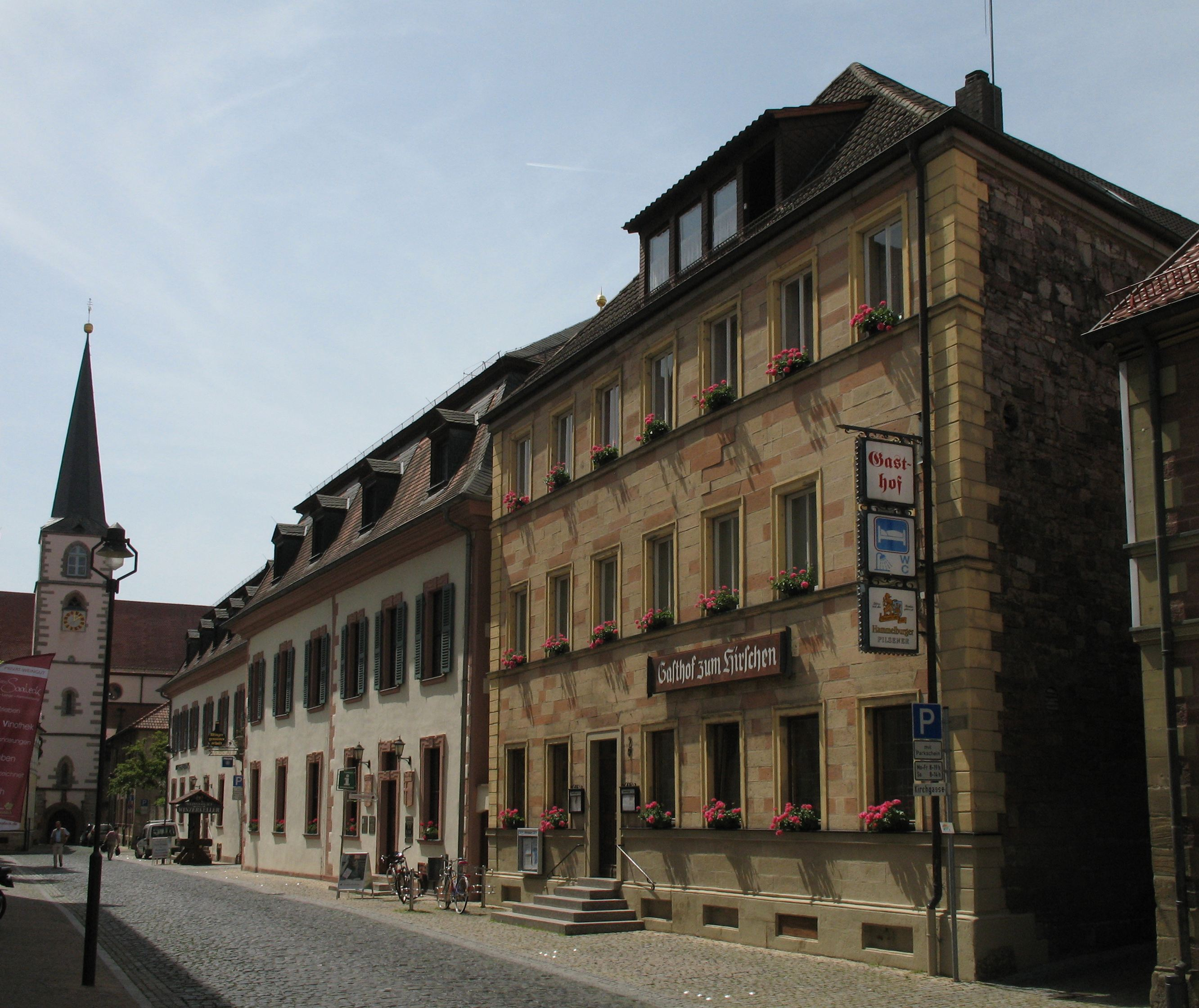
Kirchgasse mit St. Johannes

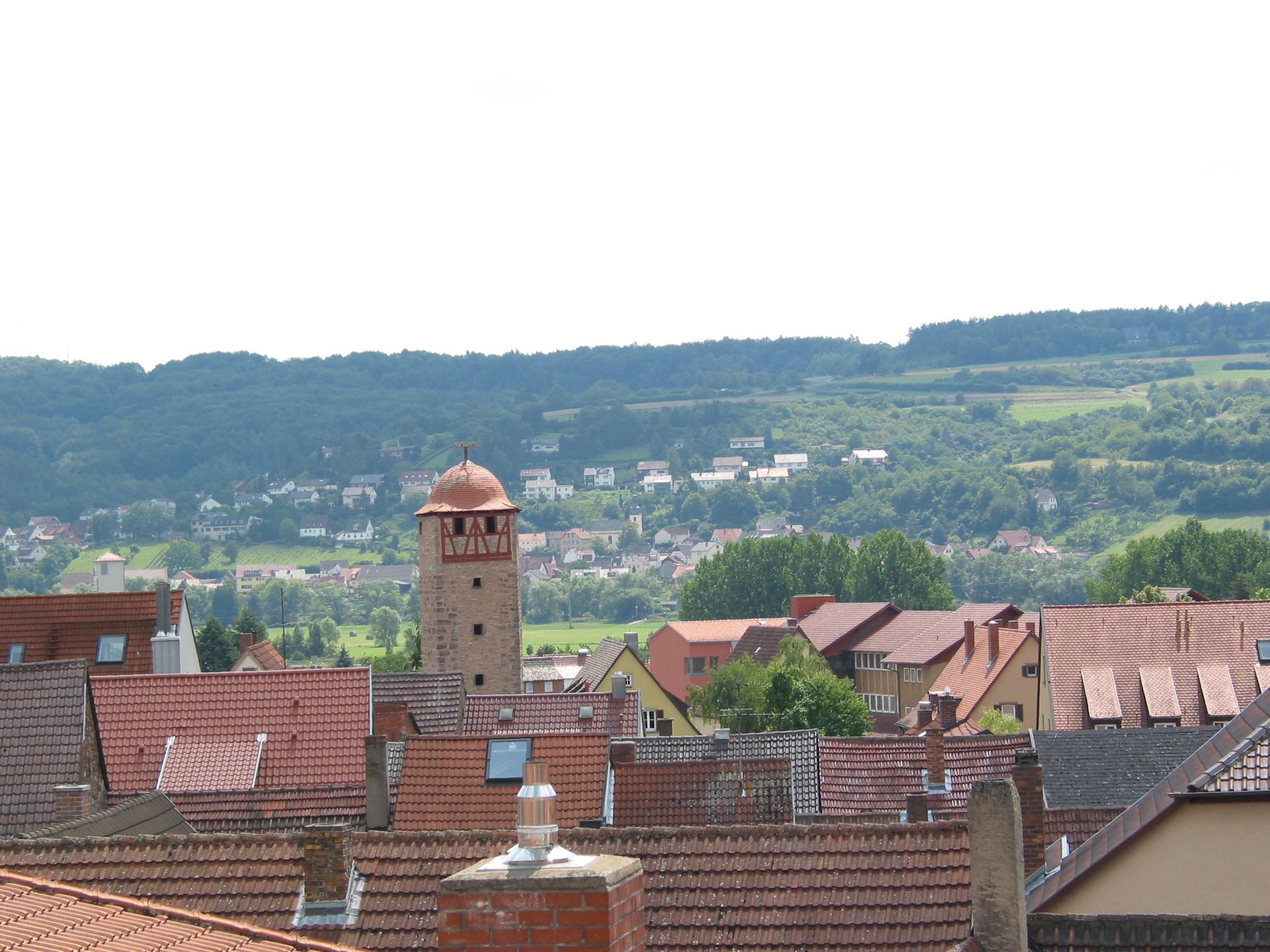
Stadtbild mit Mönchsturm

## Geographie
Das Tal der Fränkischen Saale prägt die Gegend rund um Hammelburg. Im Norden schließt sich die Rhön an, im Westen fällt das Gelände allmählich in die Niederungen des Maintals ab. Durch Hammelburg verläuft der Fränkische Marienweg.

### Gemeindegliederung
Es gibt 19 Gemeindeteile (in Klammern ist der Siedlungstyp angegeben):
- Altstadt (Kloster)
- Bonnland
- Diebach (Pfarrdorf)
- Feuerthal (Kirchdorf)
- Gauaschach (Kirchdorf)
- Hammelburg (Hauptort)
- Kessenmühle (Einöde)
- Lager Hammelburg (Lager)
- Morlesau (Kirchdorf)
- Obererthal (Kirchdorf)
- Obereschenbach (Pfarrdorf)
- Ochsenthal (Kirchdorf)
- Pfaffenhausen (Kirchdorf)
- Saaleck (Schloss)
- Seeshof (Weiler)
- Sodenberg (Einöde)
- Untererthal (Kirchdorf)
- Untereschenbach (Kirchdorf)
- Westheim (Kirchdorf)

### Klima
Der Jahresniederschlag liegt bei 685 mm und ist damit vergleichsweise niedrig, da er in das untere Drittel der in Deutschland erfassten Werte fällt. An 29 % der Messstationen des Deutschen Wetterdienstes werden niedrigere Werte registriert. Der trockenste Monat ist der Februar, die meisten Niederschläge fallen im Juni. Im Juni fallen 1,6 Mal mehr Niederschläge als im Februar. Die Niederschläge variieren nur minimal und sind relativ gleichmäßig übers Jahr verteilt. An nur 4 % der Messstationen werden niedrigere jahreszeitliche Schwankungen registriert.

## Name

### Etymologie
Der Ortsname „Hammelburg“ hat nichts mit einem „Hammel“ zu tun. Die lateinische erste urkundliche Bezeichnung des Ortes im Jahr 716 als hamulo castellum weist jedoch auf einen möglichen Ursprung der Stadt in der spätantiken Römerzeit hin (4./5. Jahrhundert). Im 1873 von Philipp Josef Döll herausgegebenen ersten Buch zur Geschichte der Stadt Hammelburg vertrat dieser die These, dass ein Mann namens Hamulo das hamulo castellum gegründet habe. Zur Herkunft des Namens „Hammelburg“ wird auch die Theorie vertreten, dass das althochdeutsche Wort hamala (steil) oder das germanische Wort ham (Flusskrümmung) den Ortsnamen bestimmt haben könnte.

### Frühere Schreibweisen
Frühere Schreibweisen des Ortes in historischen Urkunden und Karten (716–1486) waren:
| - 716 hamulo castellum - 777 Hamalumburg - 820 Hamelenburg - 822 Homolinburg - 845 Hamalunpurc - 889 Hamulunburcg | - 923 Hamulunburg - 1246 Hammelnburc - 1282 Hamilnburg - 1321 Hamelnburg - 1328 Hamelburg - 1486 Hammelburg |

## Geschichte

### Frühgeschichte der Stadt im 8. Jahrhundert
Hammelburg wurde erstmals im Jahr 716 in der ausgehenden Zeit der Merowinger erwähnt. Der Ort, der damals hamulo castellum genannt wurde, gehörte zum Lehensgebiet des thüringischen Herzogs Heden II. Die „Hedene“ waren seit Mitte des 7. Jahrhunderts Vasallen der Merowinger-Könige in Ostfranken und hatten die Aufgabe, an der Ostgrenze des Reichs feindliche Angriffe abzuwehren. Heden I. regierte von 643 bis 687; dessen Sohn Gosbert residierte in Würzburg von 687 bis 704. In diese Zeit fiel die Ermordung der iro-schottischen Wandermönche Kilian, Kolonat und Totnan, die der Legende nach auf Veranlassung Gosberts und dessen Frau Gailana 689 in Würzburg enthauptet wurden. Der Sohn Gosberts, Heden II., wollte die Mordtat seiner Eltern wieder gut machen. Deshalb schenkte er 716 das hamulo castellum, das er von seinen Eltern als Lehen geerbt hatte und das im westlichen fränkischen Saaletal lag, mit all seinen Gütern zur Gründung eines Klosters an Bischof Willibrord. Diese Schenkung trat jedoch nicht in Kraft, da Heden II. um 717 mit Karl Martell in einen Konflikt geriet und ermordet wurde. Auch der Sohn und die Ehefrau Hedens II. kamen ums Leben, sodass die Übereignung des hamulo castellum an Willibrord nicht rechtswirksam wurde. Die erste Ursiedlung Hammelburgs fiel 717 als Lehen an den Merowinger-König Chilperich II. Daniel, der von 716 bis 721 amtierte, zurück.

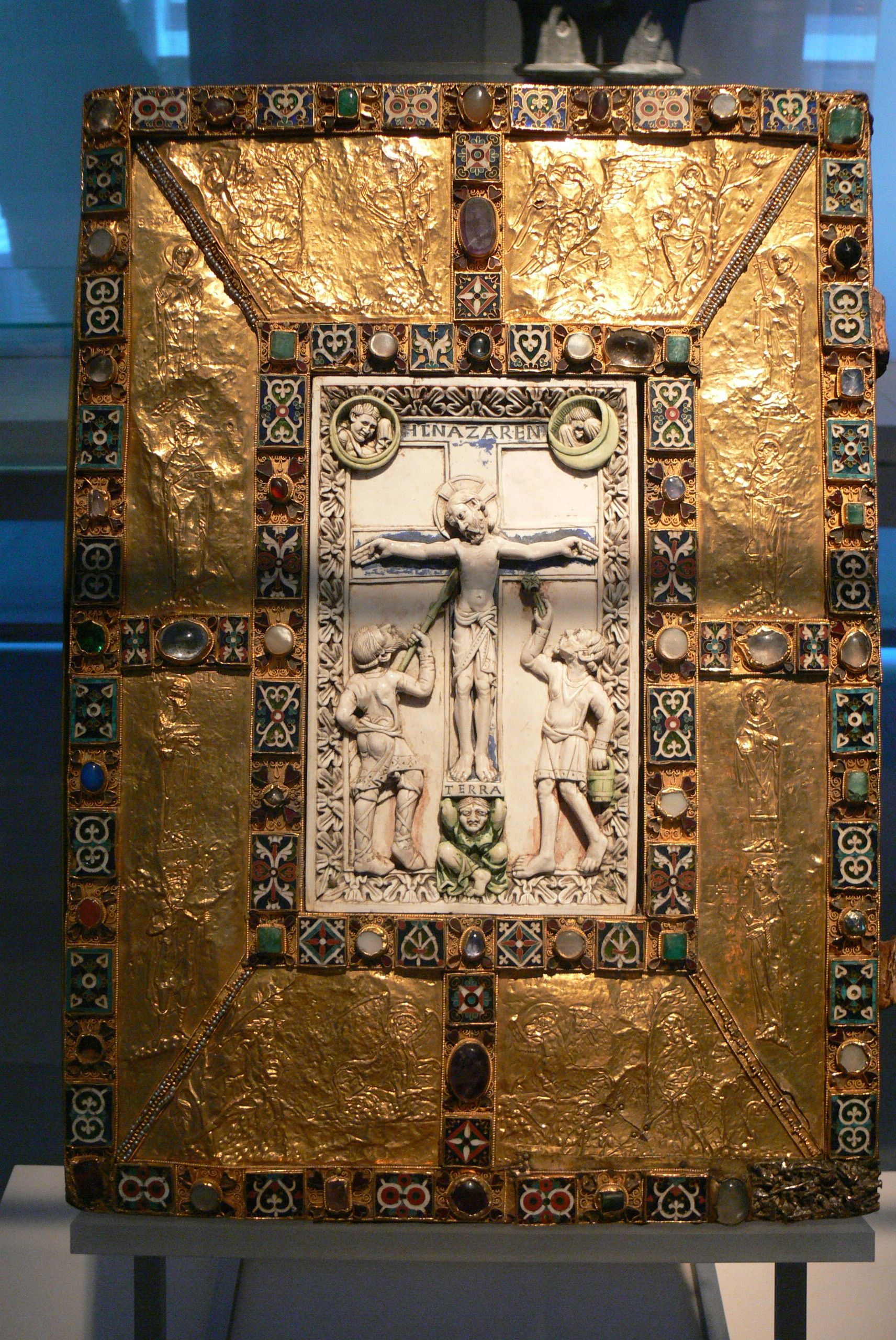
Goldenes Buch von Echternach mit Abschrift der Schenkungsurkunde von 716

Die Schenkungsurkunde Hedens II. von 716 ist nicht mehr im Original erhalten, sondern liegt nur noch als Abschrift aus dem 12. Jahrhundert in verschiedenen Textversionen vor, die sich insbesondere bei der Datierung der Urkunde unterscheiden. In einer dieser Abschriften wird der Tag der originalen Urkundenerstellung genau auf „die Kalenden des Mai“ datiert, d. h. auf den 1. Mai 716. Laut einer anderen Abschrift und Textversion, die sich im „Goldenen Buch“ des Klosters Echternach findet, erfolgt die Datierung 14 Tage vorher (lat. XIIII Kal. Maias). Gemäß der unterschiedlichen Quellenlage bei den Abschriften aus dem 12. Jahrhundert und aufgrund von Unterschieden bei der Übersetzung und Rückrechnung des römischen Datums XIIII Kal. Maias ins Deutsche liegen unterschiedliche Meinungen zur Datierung der Originalurkunde vor: 16. April 716 nach Heinrich Ullrich, Chronik der Stadt Hammelburg, 1956; 19. April 716 nach Philipp Joseph Döll, 1873; 18. April 716 nach Dieter Vogler, Projektteam der 1300-Jahrfeier in Hammelburg, 2016; 1. Mai 716 nach Anna-Maria Stolze, Studienarbeit 2005, FHS Jena.
Wo genau das einstige hamulo castellum lag, darüber gehen die Meinungen bis heute auseinander. Heinrich Ullrich, der Verfasser der Chronik der Stadt Hammelburg, vertritt in seinem 1956 herausgegebenen Geschichtswerk die Auffassung, dass der südwestliche Teil der heutigen historischen Altstadt Hammelburgs die einstige Ursiedlung war. Andere vermuteten die „Urburg“ auf dem Berg Saaleck, der links der Saale liegt. Auf dem Bergrücken erhob sich ab dem 11. Jahrhundert eine Burganlage; dort befindet sich noch heute das Schloss Saaleck. Eine geophysikalische Bodenuntersuchung, die 2015 vom Landesamt für Denkmalpflege durchgeführt wurde, hat jedoch empirisch nachgewiesen, dass es vor dem 11. Jahrhundert keine Burg auf dem Berg Saaleck gab, dass demgemäß weder das heutige Schloss Saaleck noch eine weiter hinten liegende vermutete Burganlage die einstige „Urburg“ der Stadt waren.
Das hamulo castellum war sehr wahrscheinlich – nach Lehrmeinung des Chronisten der Stadt Hammelburg, Heinrich Ullrich – keine Burg im heutigen Sinne, sondern eine kleinere Hofanlage mit Herrenhaus, die mit Wall und Graben umgeben war und auf geringer Anhöhe rechts des Saaleufers lag. In der mäßig erhöhten Hofanlage, die vom Hochwasser der Saale nicht erreicht werden konnte, wohnten Wehrbauern mit einem „Herren“ als Gutsverwalter. Die Wehrbauern mussten die Güter des hamulo castellum bewirtschaften und Abgaben an den König bzw. an dessen Vasallen leisten. In der Urkunde von 716 werden Felder, Wiesen, Weiden, Wälder, stehende und fließende Wässer erwähnt, die zum damaligen hamulo castellum gehört haben, aber noch keine Weinberge. „8 Mägde“ (lat. ancillis VIII) und Knechte sollen, laut einer Abschrift aus dem 12. Jahrhundert, im Herrenhaus des hamulo castellum um 716 ihren Dienst verrichtet haben.

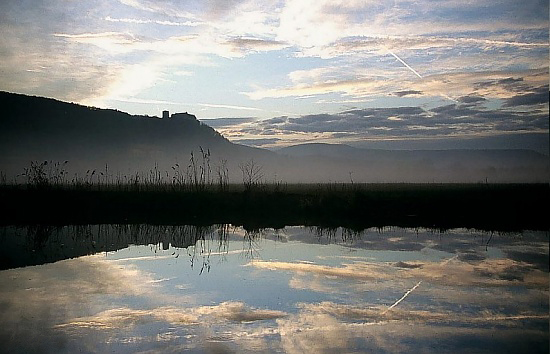
Fränkische Saale mit Burg Saaleck als frühere Furtsicherung

Philipp Josef Döll, königlicher Notar in Hammelburg und Werneck, der 1873 ein erstes Buch zur Geschichte Hammelburgs herausgab, vertrat die Auffassung, dass das hamulo castellum schon in der spätantiken Römerzeit (4./5. Jahrhundert) existiert haben könnte und von einem Mann namens Hamulo gegründet wurde. Diese erste frühe Ansiedlung könnte ein sogenannter römischer fiscus gewesen sein, d. h. ein Ort, der Abgaben an den römischen Statthalter seiner Provinz leisten musste. Im frühen 6. Jahrhundert übernahmen dann – dieser Theorie zur Folge – die Merowinger-Könige diesen fiscus, der seit seiner Gründung hamulo castellum genannt wurde, in ihren Besitz und vergaben ihn als Lehen. Begünstigt durch seine Lage an einer Kreuzung wichtiger Altstraßen (zum Beispiel Ortesweg) und einer Furt über die Fränkische Saale, kam das hamulo castellum schon früh mit dem Christentum in Kontakt.
Im ausgehenden 7. Jahrhundert missionierten iro-schottische Wandermönche in der Hammelburger Region. Eine erste kleine Holzkirche, die dem Heiligen Martinus geweiht war, stand bereits 716 auf dem früheren vorchristlichen „Thingplatz“ der einstigen Ursiedlung. Es ist jener Platz, auf dem sich noch heute die Stadtpfarrkirche Hammelburgs erhebt. Eine zweite urkundliche Erwähnung fand Hammelburg im Jahr 741, als Karlmann die frühe und erste Holzkirche des hamulo castellum, die später zur Taufkirche der Region wurde, zusammen mit 20 anderen staatlichen Eigenkirchen an den hl. Bonifatius zur Gründung des Bistums Würzburg vermachte. Am 7. Januar 777 schenkte Karl der Große den fiscus Hammelburg mit all seinen Gütern und Besitzungen – außer der Martinskirche, die seit 741 dem Bistum Würzburg gehörte – dem Kloster Fulda, das 744 von Sturmius gegründet worden war. Das Fuldaer Kreuz im Stadtwappen Hammelburgs zeugt noch heute von dieser bedeutenden Zeitepoche, die über 1000 Jahre bis 1802 währte.
Die Schenkung Karls des Großen von 777 an das Kloster Fulda umfasste nicht nur Felder, Wiesen, Weiden und Wälder, sondern auch Weinberge. Vineae (Weinberge) waren 716 in der Schenkungsurkunde Hedens II. an Willibrord noch nicht genannt. Demzufolge entstand der Weinanbau in Hammelburg in der Zeit zwischen den beiden Schenkungsurkunden der Jahre 716 und 777. Im Zuge der zunehmenden Christianisierung der Region wurde mehr Messwein benötigt, der nun auf den Hügeln rund um das hamulo castellum angebaut wurde. Weil Hammelburg heute als einzige Stadt in Unterfranken die älteste – originale – Urkunde vorweisen kann (es ist die Schenkungsurkunde Karls des Großen von 777), in der vineae (Weinberge) erwähnt werden, darf sich Hammelburg seit 2002 als „älteste Weinstadt Frankens“ bezeichnen.

### Spätmittelalter
Hammelburg war Sitz des fuldischen Oberamtes Hammelburg.
Hammelburg wurde am 1. August 1303 durch König Albrecht I. das Stadtrecht verliehen. Die Stadt erhielt das Recht der Reichsstadt Gelnhausen und Rechtsfragen des städtischen Gerichts wurden dem Oberhof Gelnhausen vorgelegt.

### Frühe Neuzeit

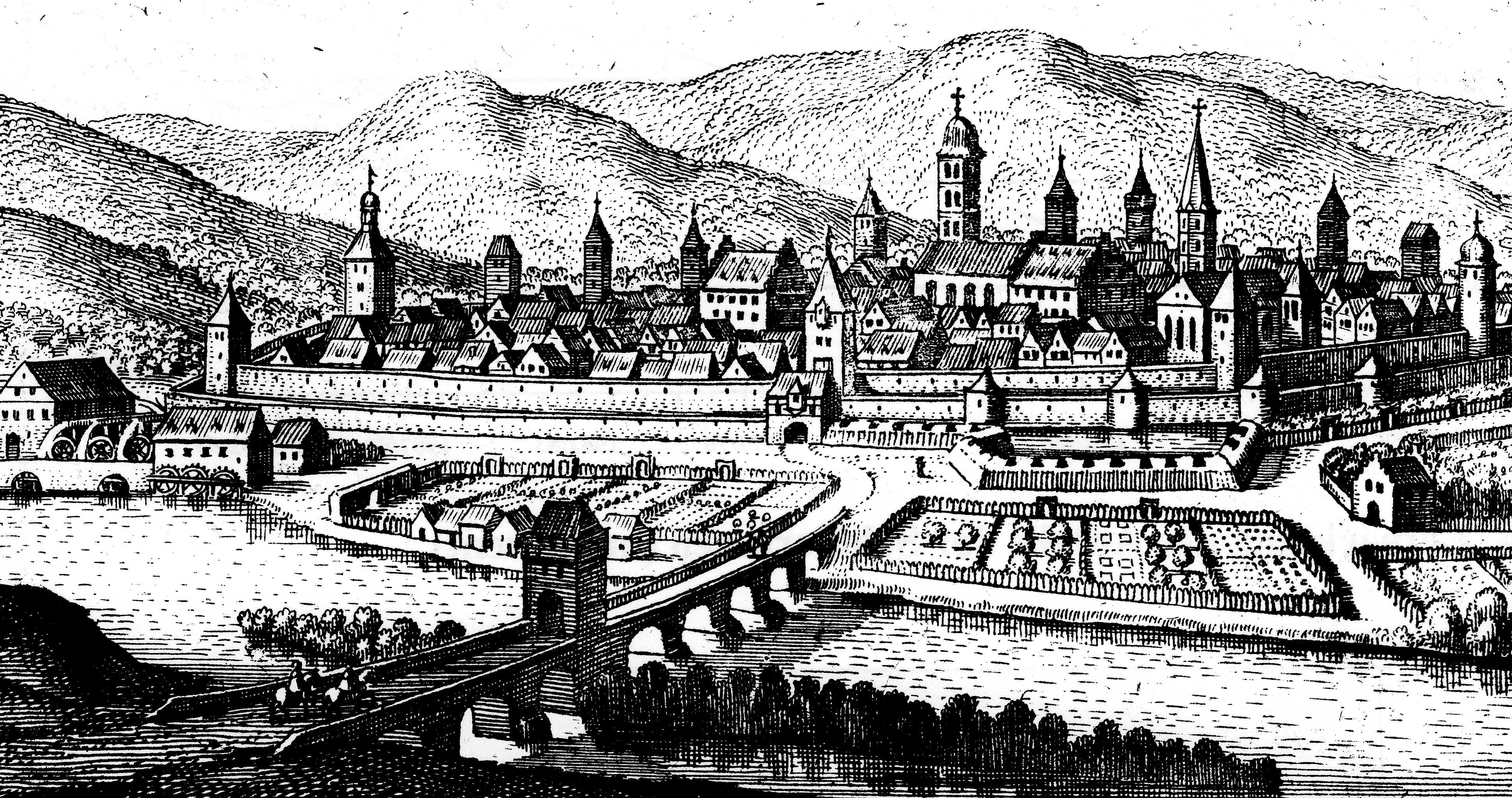
Hammelburg – Auszug aus der Topographia Hassiae von Matthäus Merian 1655

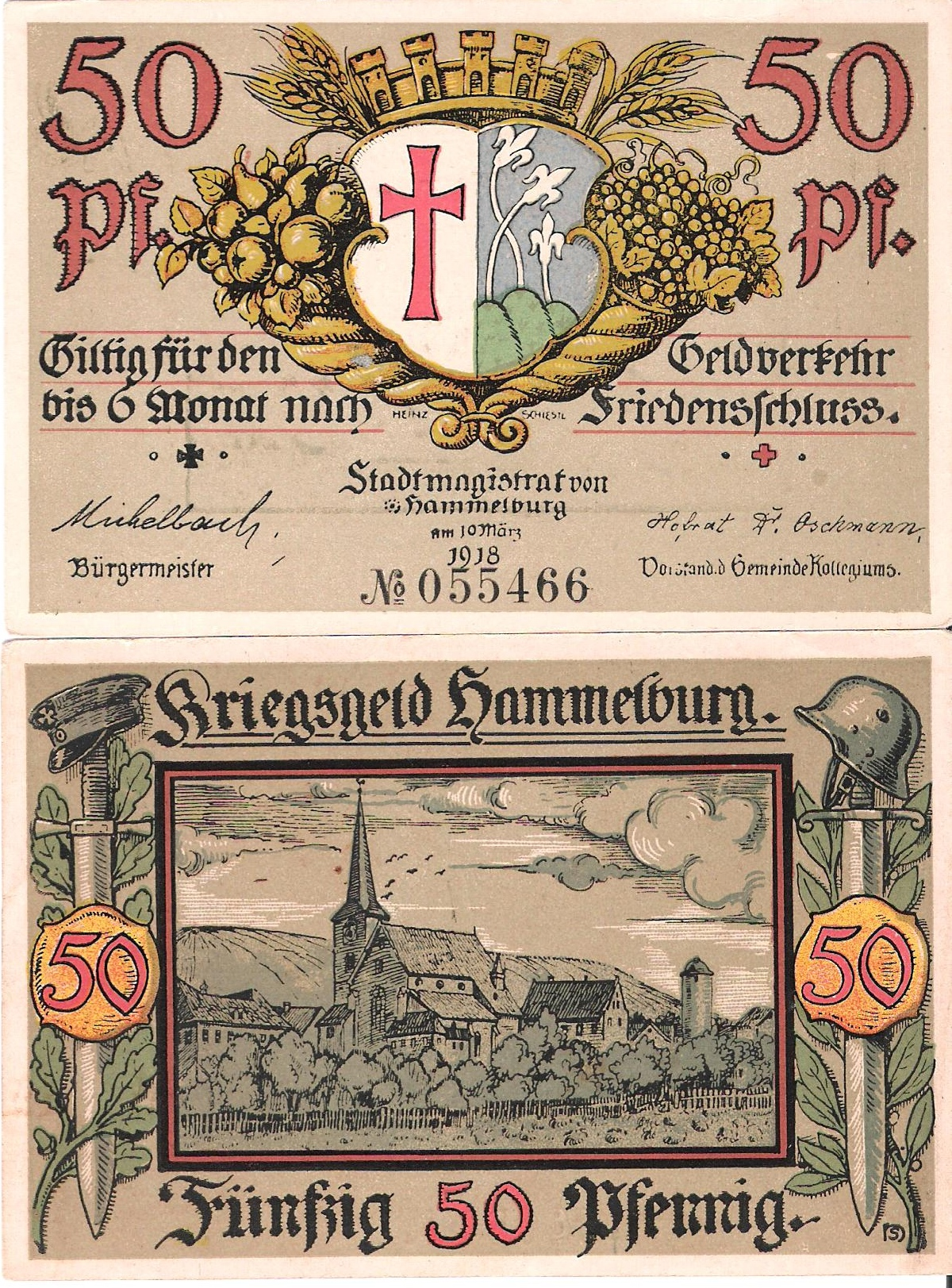
50-Pfennig-Schein, Notgeld von 1918

1524 führte Johannes Kempach (latinisiert: Johannes Compagus) in Hammelburg die Reformation ein, als er im lutherischen Sinne zu predigen begann. Fortan war die Stadt konfessionell gespalten. 1530 wurde in Hammelburg der Hammelburger Vertrag zwischen dem Erzstift Mainz und der Stadt Erfurt abgeschlossen, der das Zusammenleben von Katholiken und Protestanten regelte. 1603 bewirkte Balthasar von Dernbach, der Fürstabt des Hochstifts Fulda, die Rekatholisierung der Stadt. Etwa 100 Lutheraner mussten daraufhin Hammelburg verlassen.
„Am Diebacher Weg, bei der Happschen Brauerei“ existierte in Hammelburg ein mittelalterliches Leprosorium, das noch 1763 als Leprosenhaus bestand. Wann das Leprosenhaus eingerichtet wurde, ist nicht bekannt.
Von 1797 bis 1803 war Hammelburg Garnisonstadt des 2. Fuldischen Landwehr-Bataillons.

### 19. Jahrhundert
Von 1803 bis 1806 gehörte Hammelburg zu Nassau-Oranien-Fulda und war unter Napoleons Schwager, Marschall Murat, bis 1810 französisch verwaltet. 1810 kam Hammelburg zum Großherzogtum Frankfurt, 1813 zu Österreich und im Juli 1816 gemäß des Vertrags von München zu Bayern. An Franken war Hammelburg (wie auch Amorbach, Alzenau, Miltenberg und Bad Brückenau) bereits im April 1816 angeschlossen worden.
Von 1816 bis 1869 war Hammelburg Garnisonstadt des Königlich Bayerischen Landwehr-Bataillons Hammelburg. Bei einem Großfeuer wurden am 25. April 1854 303 Haupt- und 370 Nebengebäude im Stadtkern zerstört.
Während des Deutschen Krieges 1866 kam es im Zuge der Schlacht bei Kissingen am Buchberg bei Hammelburg am 10. Juli zu einem Gefecht zwischen Verbänden der bayerischen und preußischen Truppen. Das Landwehr-Bataillon kam als Nachschub- und Sanitätsverband und als Löschkommando bei den Bränden in Hammelburg zum Einsatz. Nach der Auflösung der Königlich Bayerischen Landwehr im Jahre 1869 bemühte sich der Magistrat um die Stationierung eines Verbandes der Bayerischen Armee. Im Jahre 1895 wurde der Truppenübungsplatz Hammelburg errichtet, welcher 1938 mit dem ehemaligen Dorf Bonnland erweitert wurde.

### 20. Jahrhundert
Bei den Novemberpogromen 1938 demolierte ein SA-Sturm aus Hammelburg in barbarischer Weise die Wohnungen und Geschäfte jüdischer Familien in Dittlofsroda und Völkersleier und zündete an beiden Orten die Synagogen an.
Im März 1945 griff das amerikanische „Kommandounternehmen Hammelburg“ auf Befehl von General Patton erfolglos das Lager Hammelburg an, um Kriegsgefangene zu befreien, unter denen sich auch Pattons Schwiegersohn befand.
Bis zur Gebietsreform, die am 1. Juli 1972 in Kraft trat, war Hammelburg Sitz des Landkreises Hammelburg mit dem Kfz-Kennzeichen HAB.

### Eingemeindungen
Im Zuge der Gebietsreform in Bayern wurde am 1. Januar 1971 die Gemeinde Westheim nach Hammelburg eingegliedert. Am 1. April 1971 folgte Pfaffenhausen. Diebach, Feuerthal, Morlesau, Obererthal und Untererthal kamen am 1. Januar 1972 hinzu. Obereschenbach folgte am 1. April 1972. Die Gemeinden Bonnland und Hundsfeld, die 1938 abgesiedelt wurden, wurden am 1. Juli 1972 eingemeindet. Hundsfeld und Bonnland sind jedoch keine eigenen Gemeindeteile der Stadt Hammelburg, sondern „Übungsdörfer“ der Bundeswehr im Lager Hammelburg. Mit der Eingliederung von Gauaschach wurde die Reihe der Eingemeindungen am 1. Mai 1978 abgeschlossen.

### Einwohnerentwicklung
Im Zeitraum 1988 bis 2018 sank die Einwohnerzahl von 11.465 auf 11.037 um 428 Einwohner bzw. um 3,7 %. 1990 hatte die Stadt 12.489 Einwohner.
Quelle: BayLfStat

## Religion
katholisch
Hammelburg liegt im gleichnamigen Dekanat des Bistums Würzburg.
Neben der römisch-katholischen Pfarrei St. Johannes der Täufer
in Hammelburg gibt es in den Stadtteilen folgende katholische Kirchengemeinden:
- Pfarrei St. Georg in Diebach

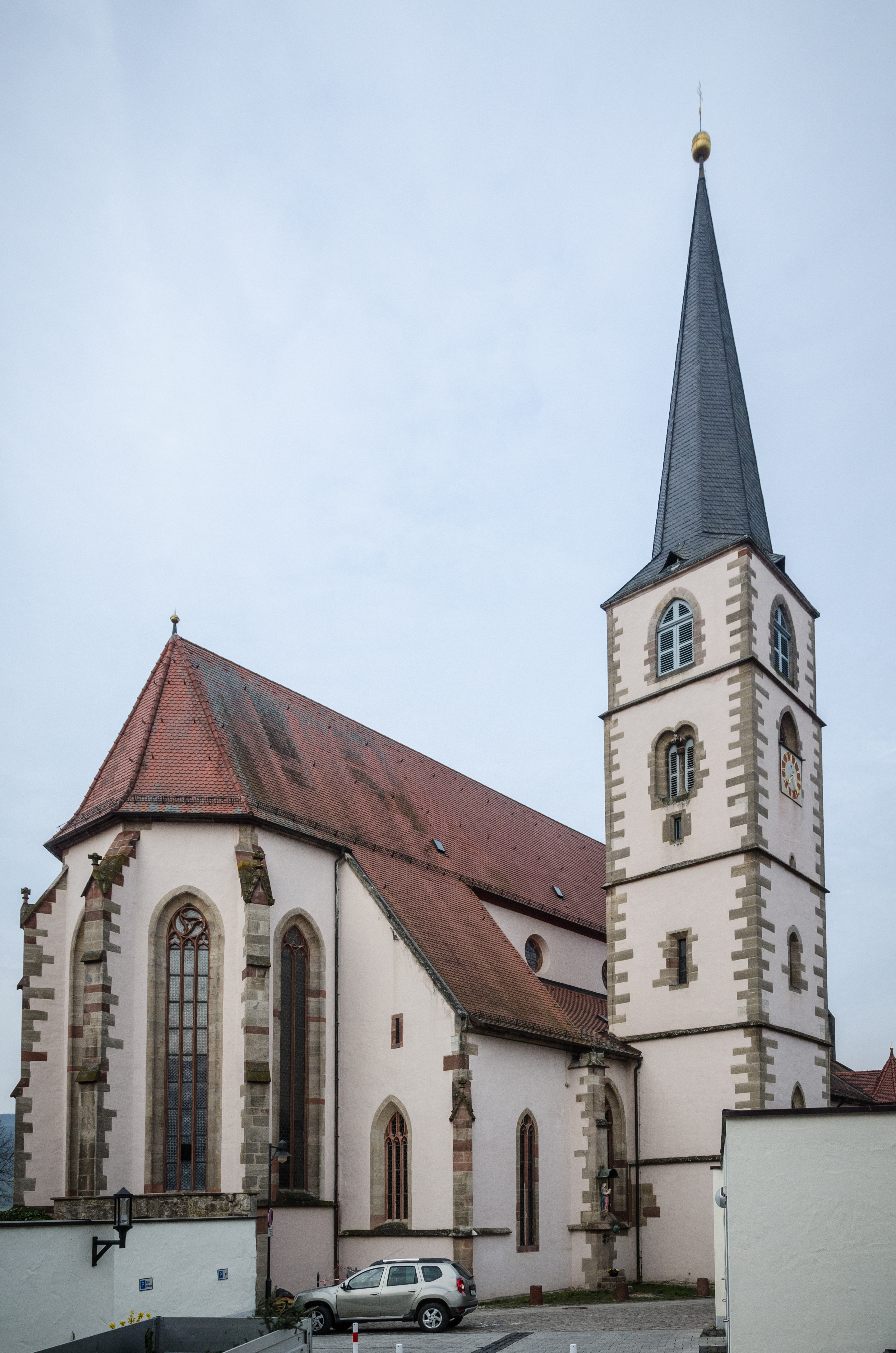
Katholische Stadtkirche St. Johannes der Täufer

- Pfarrei St. Wendelinus in Feuerthal
- Kuratie St. Sebastian in Gauaschach
- Kuratie Christkönig (mit Militärseelsorgsstelle) in Lager Hammelburg
- Filiale St. Cyriakus in Morlesau (zur Pfarrei St. Ägidius Windheim)
- Filiale St. Antonius in Obererthal (zur Pfarrei St. Martin Untererthal)
- Kuratie St. Georg in Obereschenbach
- Filiale St. Odilia in Ochsenthal (zur Pfarrei St. Ägidius Windheim)
- Filiale St. Leonhard in Pfaffenhausen (zur Pfarrei St. Johannes der Täufer Hammelburg)
- Pfarrei St. Martin in Untererthal
- Filiale Mariä Geburt in Untereschenbach (zur Kuratie St. Georg Obereschenbach)
- Filiale St. Peter und Paul in Westheim (zur Pfarrei St. Vitus Langendorf)
- Unweit der Kernstadt liegt das 1649 gegründete Franziskanerkloster Altstadt.

evangelisch

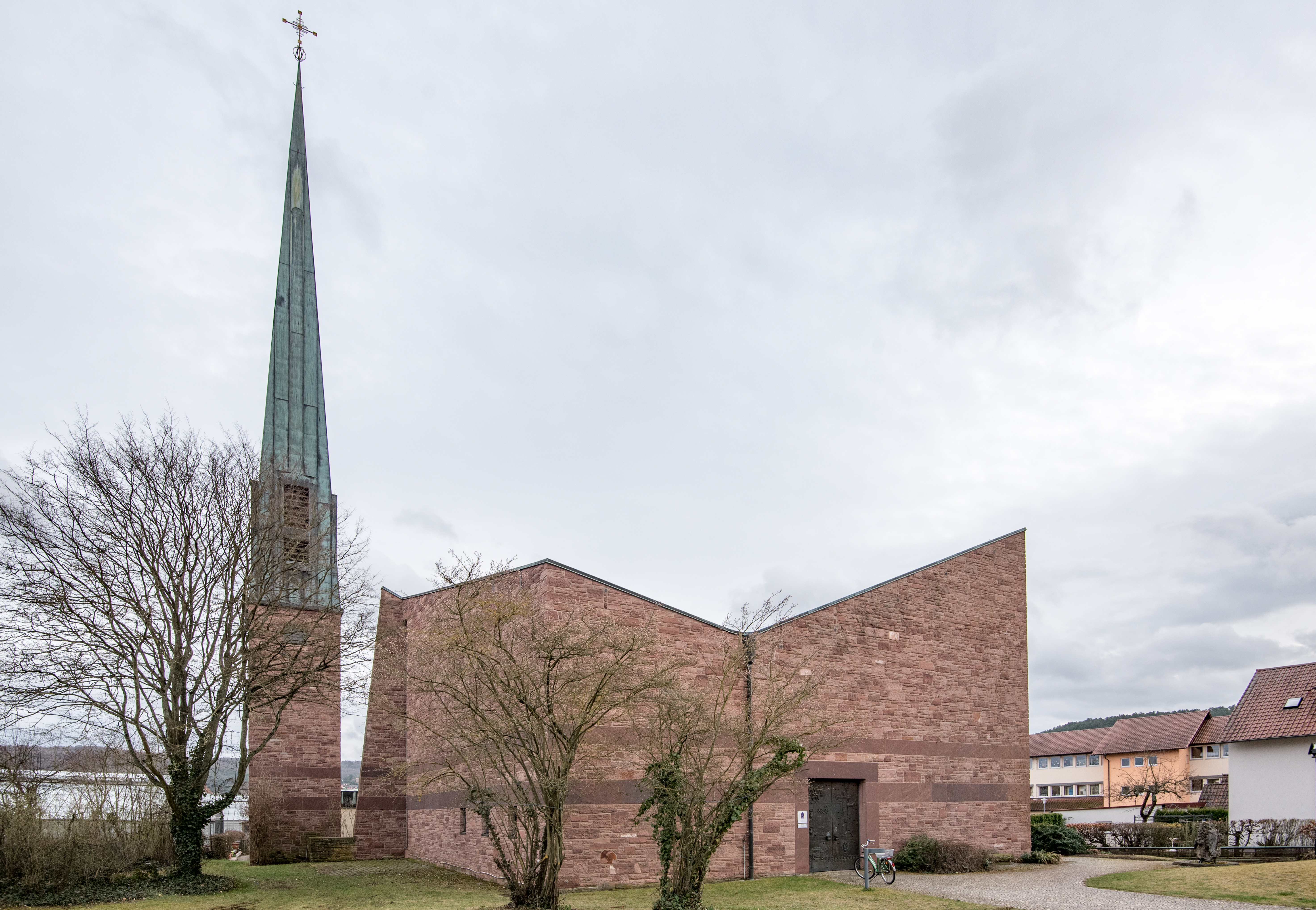
Evangelische Stadtkirche St. Michael

Der evangelisch-lutherischen Kirchengemeinde St. Michael gehören evangelische Christen aus dem gesamten Stadtgebiet und darüber hinaus an. Die Gemeinde gehört zum Dekanat Lohr, das zum Kirchenkreis Würzburg-Ansbach gehört, mit Sitz des Regionalbischofes in Ansbach.
freikirchlich
Weiterhin existiert als dritte christliche Gemeinschaft eine freie Christliche Gemeinde Hammelburg.
jüdisch

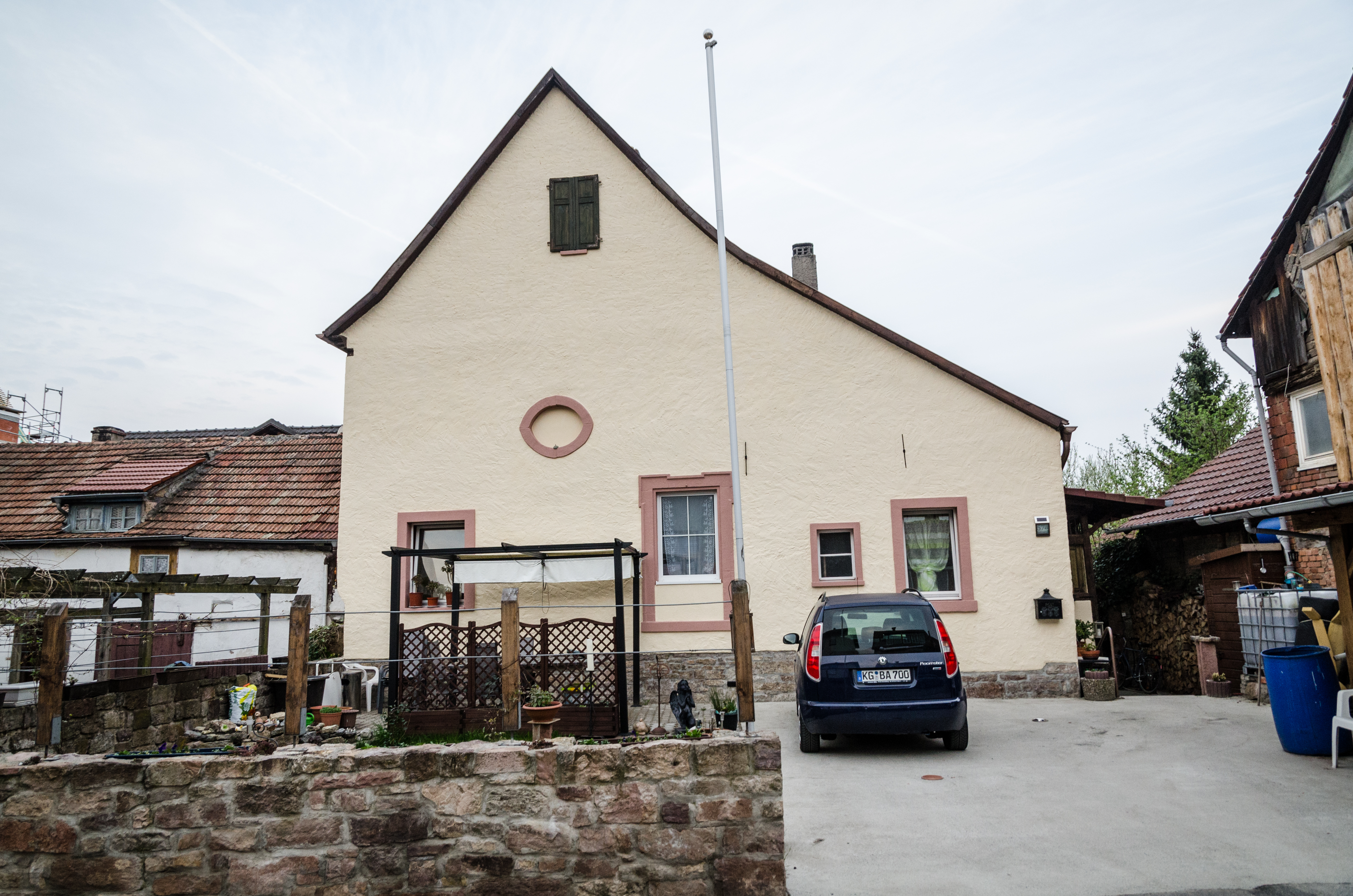
Frühere Synagoge in Hammelburg

Seit dem 13. Jahrhundert waren jüdische Familien in Hammelburg ansässig, die um 1560 eine Synagoge erbauten und um 1586 einen Friedhof in Pfaffenhausen errichteten, auf dem ihre Verstorbenen bis Juni 1938 bestattet wurden. Der jüdische Friedhof Pfaffenhausen wurde im November 1938 im Gefolge des Pogroms in Hammelburg (10. November 1938) schwer geschändet. Mehr als Tausend Grabsteine wurden umgeworfen. Eine Gedenktafel wurde 1986 am Eingang des jüdischen Friedhofs angebracht.
Die jüdische Gemeinde in Hammelburg bestand bis Februar 1939, in Westheim und Untererthal wohnten jüdische Familien bis 1942. Sie wurden deportiert und Opfer des Holocaust.
Es wurden 132 jüdische Kinder, Jugendliche, Frauen und Männer aus Hammelburg (Stadt), Dittlofsroda, Oberthulba, Untererthal, Völkersleier und Westheim (Kreis Hammelburg) Opfer des Holocaust. Quellennachweis: www.bundesarchiv.de, Gedenkbuch, Suche im Namensverzeichnis.

Denkmalgeschützter christlicher Stadtfriedhof in Hammelburg
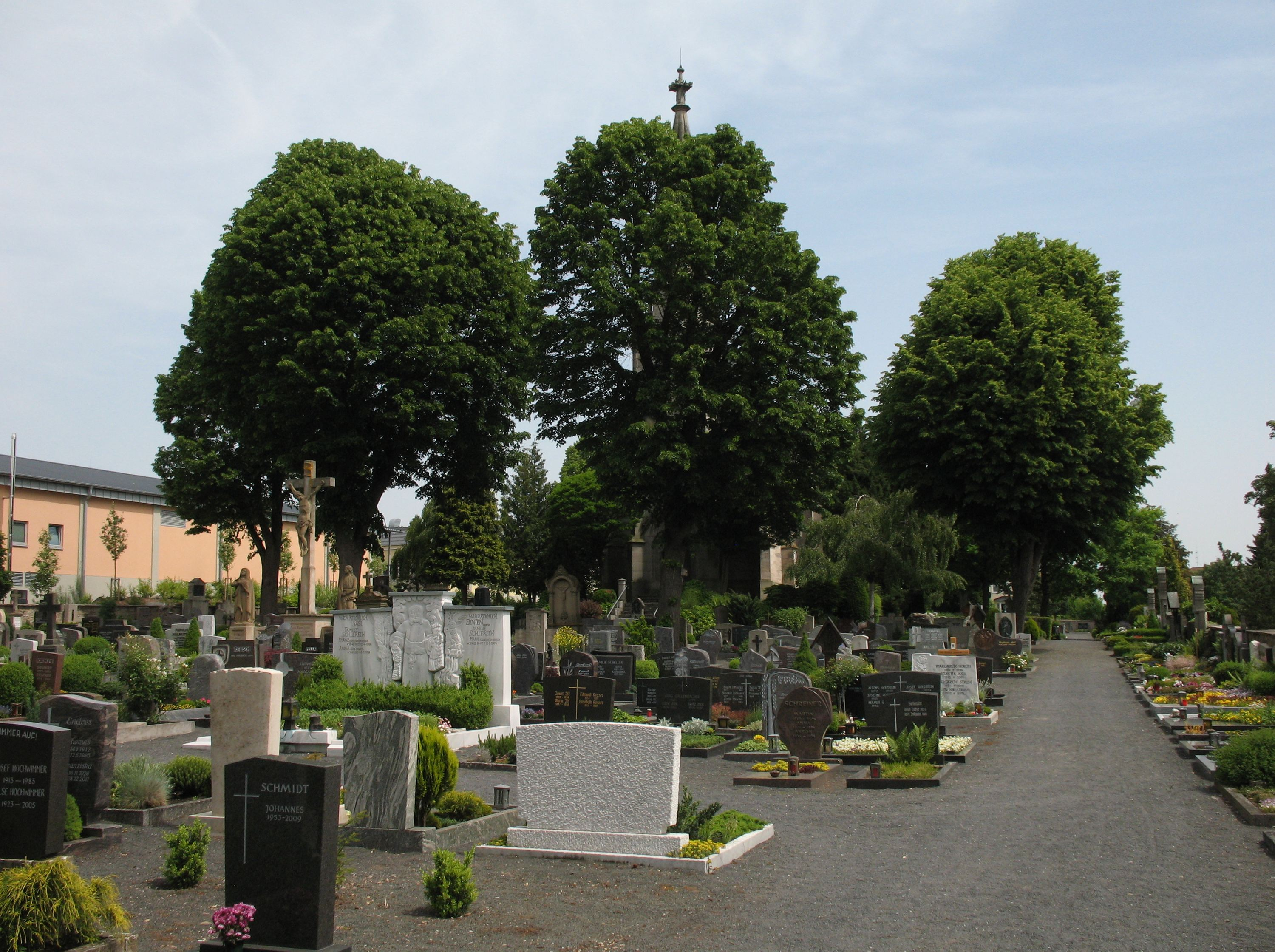
Friedhof
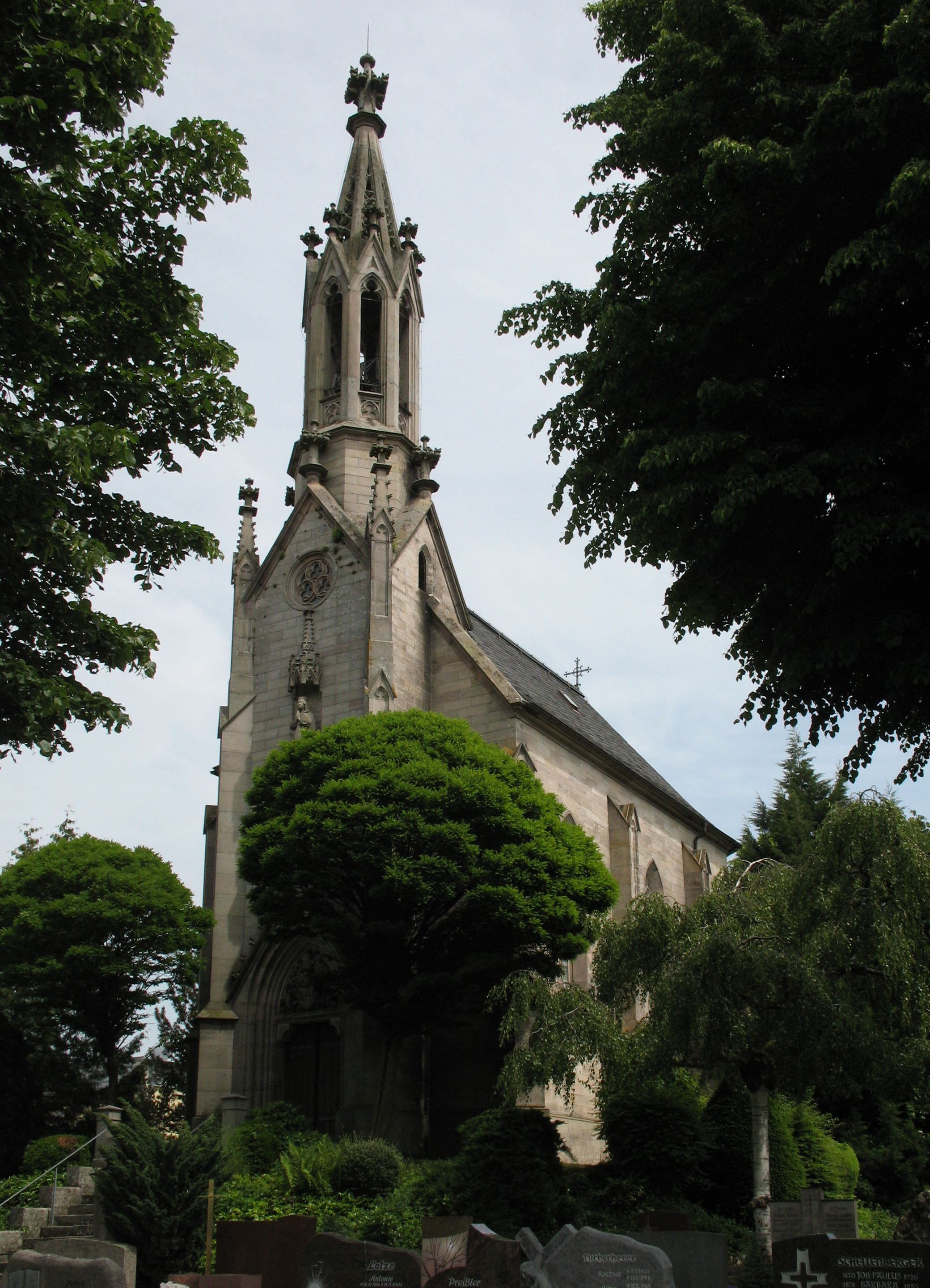
Kirche
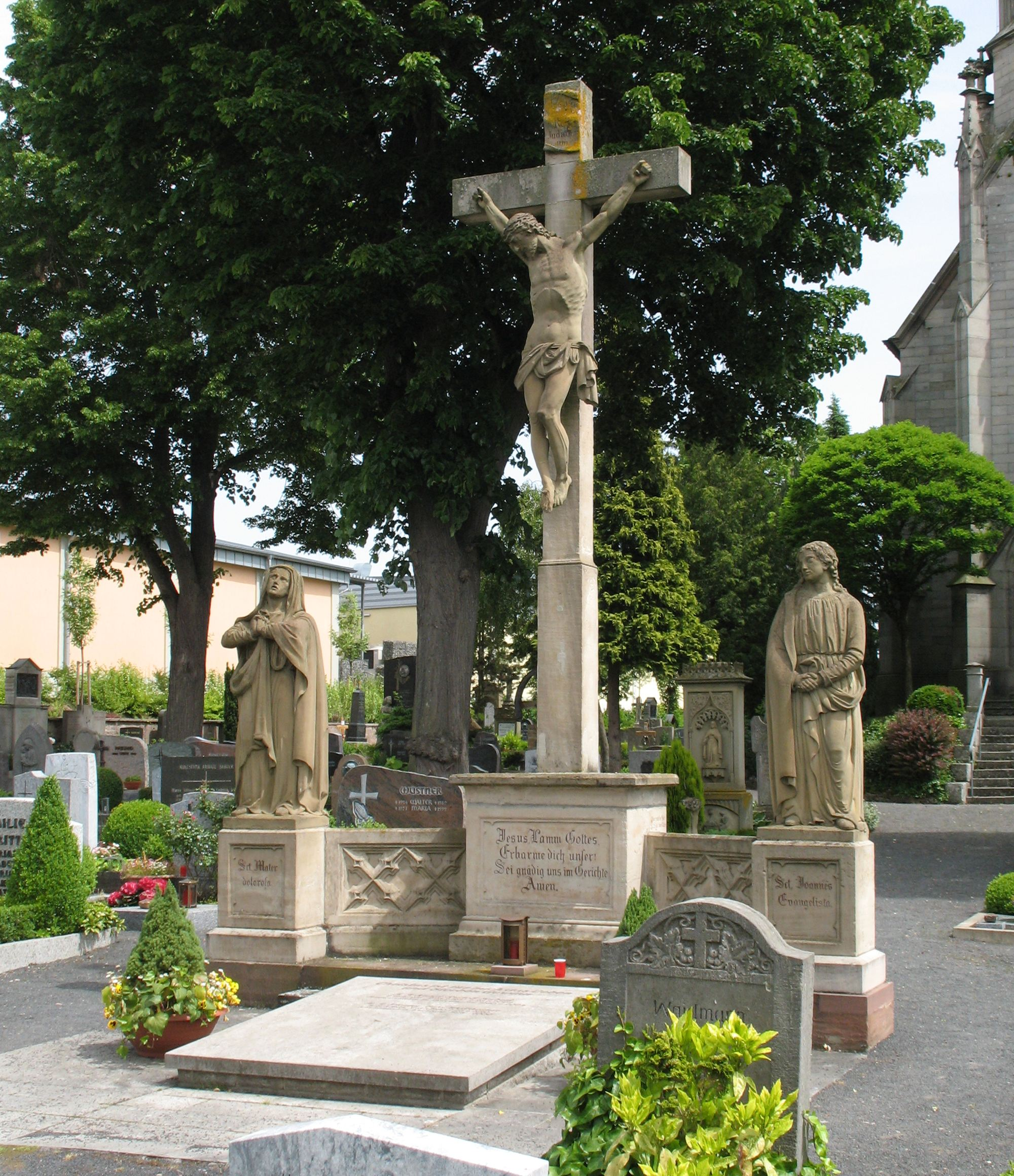
Kreuzigungsgruppe
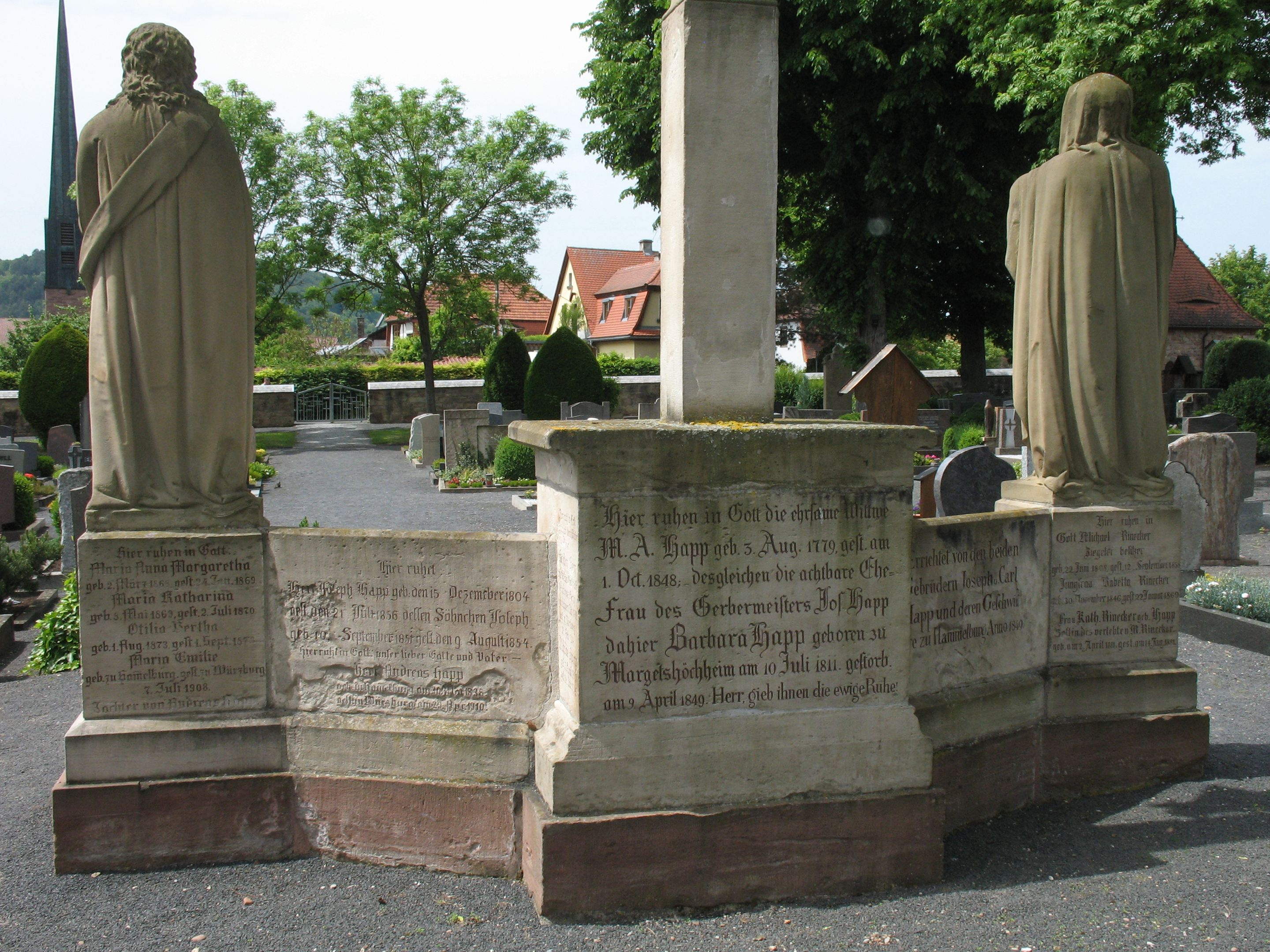
Kreuzigungsgruppe
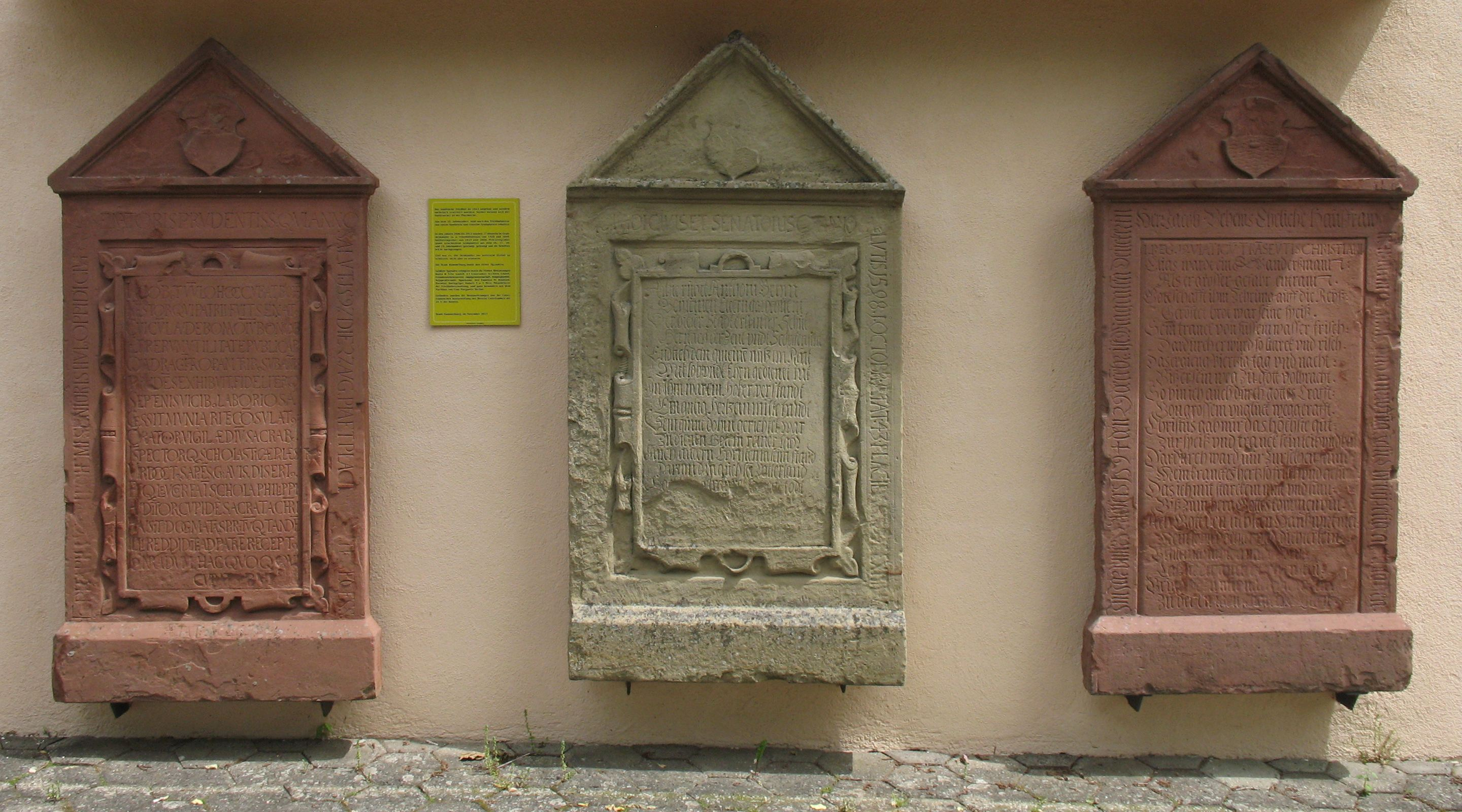
Grabstein

## Politik
- SPD: 2
- Grüne/BfU: 3
- FW - CBB: 4
- BL: 1
- JL: 2
- HAB: 1
- FWS: 2
- Generation Z: 1
- CSU: 8

### Stadtrat
Der Stadtrat Hammelburg zählt 24 Stadträte. Die Sitzverteilung nach der Kommunalwahl am 15. März 2020 zeigt das nebenstehende Diagramm.

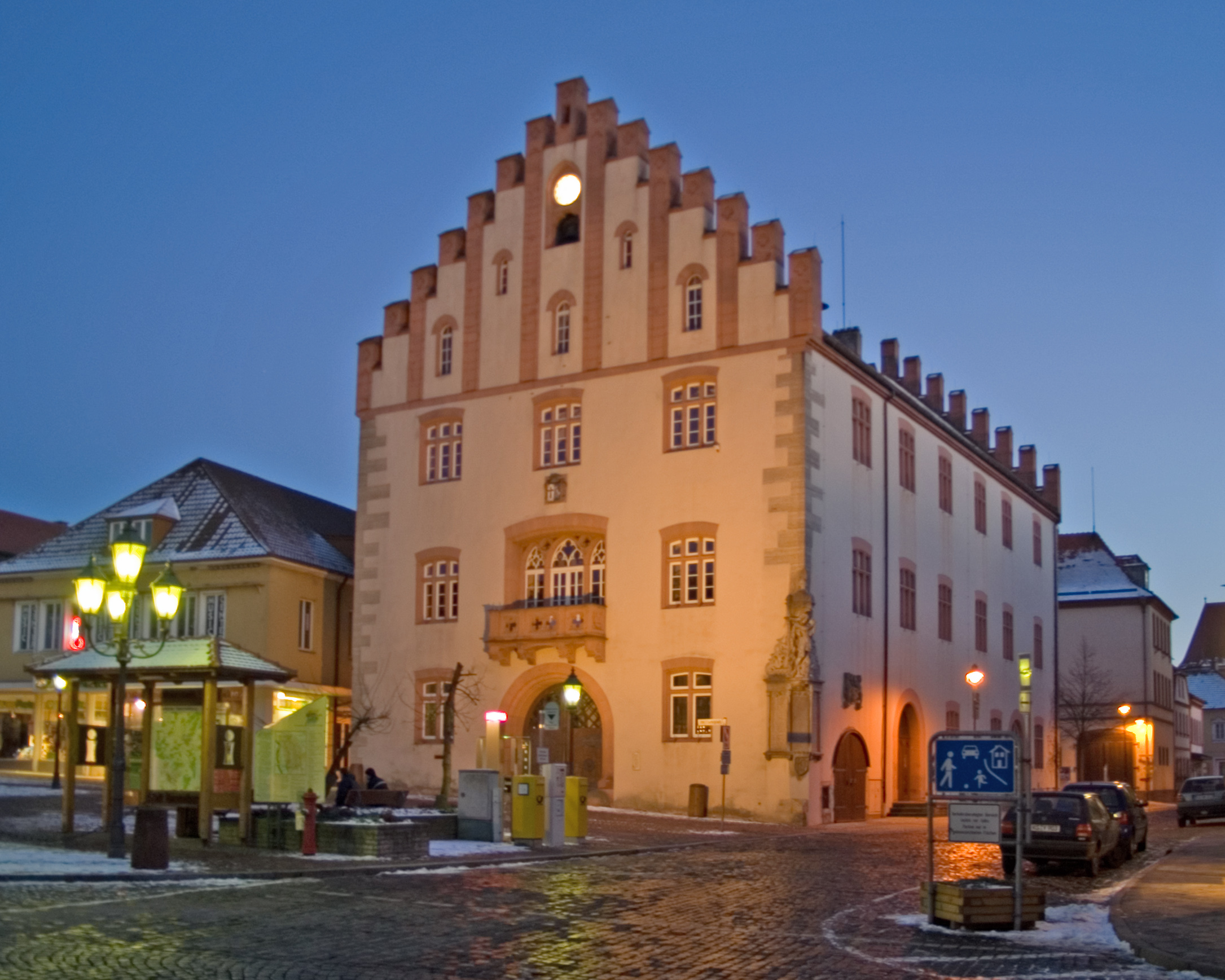
Rathaus am Marktplatz in Hammelburg

### Bürgermeister
- Erster Bürgermeister: Armin Warmuth (CSU)[19]
- Zweite Bürgermeisterin: Elisabeth Assmann (GRÜNE)
- Dritter Bürgermeister: Christian Fenn (Junge Liste)

### Wappen
| Wappen von Hammelburg | Blasonierung: „Gespalten von Silber und Rot; vorne ein schwebendes schwarzes Tatzenkreuz, hinten auf grünem Dreiberg drei silberne natürliche Lilien in nach rechts abfallender Höhe.“ |
| Wappen von Hammelburg | Wappenbegründung: Hammelburg war eine Stadt, die von den Äbten von Fulda regiert wurde. Sie gelangte 777 in deren Besitz durch die so genannte Hammelburger Schenkung und verblieb dort bis 1802. Die Stadt erhielt von Abt Konrad Malkes die Stadtrechte, die König Albrecht I. 1303 und Kaiser Karl IV. 1356 bestätigten. Die ältesten Siegel der Stadt, die von 1283 bis 1360 datieren, zeigen den heiligen Bonifatius auf einem Thron sitzend. Bonifatius ist der Patron des Fürststifts Fulda. Im Siegel von 1430 kamen zwei kleine Schildchen hinzu, das rechte weist mit einer Burg mit drei Türmen redend auf den Ortsnamenteil -burg hin, das linke trägt das fuldische Kreuz. Um 1500 entstand das Wappenbild getrennt vom Siegel. Das Wappen zeigt ebenfalls das fuldische Kreuz, jedoch an Stelle der Burg die Lilien für die drei Schutzpatrone der Stadt Fulda Stadt (Simplicius, Faustinus und Beatrix). Ab 1818 wurden die Farben im Wappen in Silber und Blau und das fuldische Kreuz von Schwarz in Rot geändert. Dies geschah aus politischen Gründen. Man wünschte keine Hinweise auf ehemalige Territorialansprüche. Ab 1836 kehrte das alte Wappen wieder unverändert zurück und wurde am 8. Juli 1955 amtlich verliehen. |

### Städtepartnerschaften
- Belgien: Die Stadt unterhält (seit 1974) eine Städtepartnerschaft mit Turnhout.

## Kultur und Sehenswürdigkeiten

### Bauwerke
- Kernstadt
  - Schloss Saaleck
  - Rathaus
  - Marktbrunnen
  - Stadtbefestigung

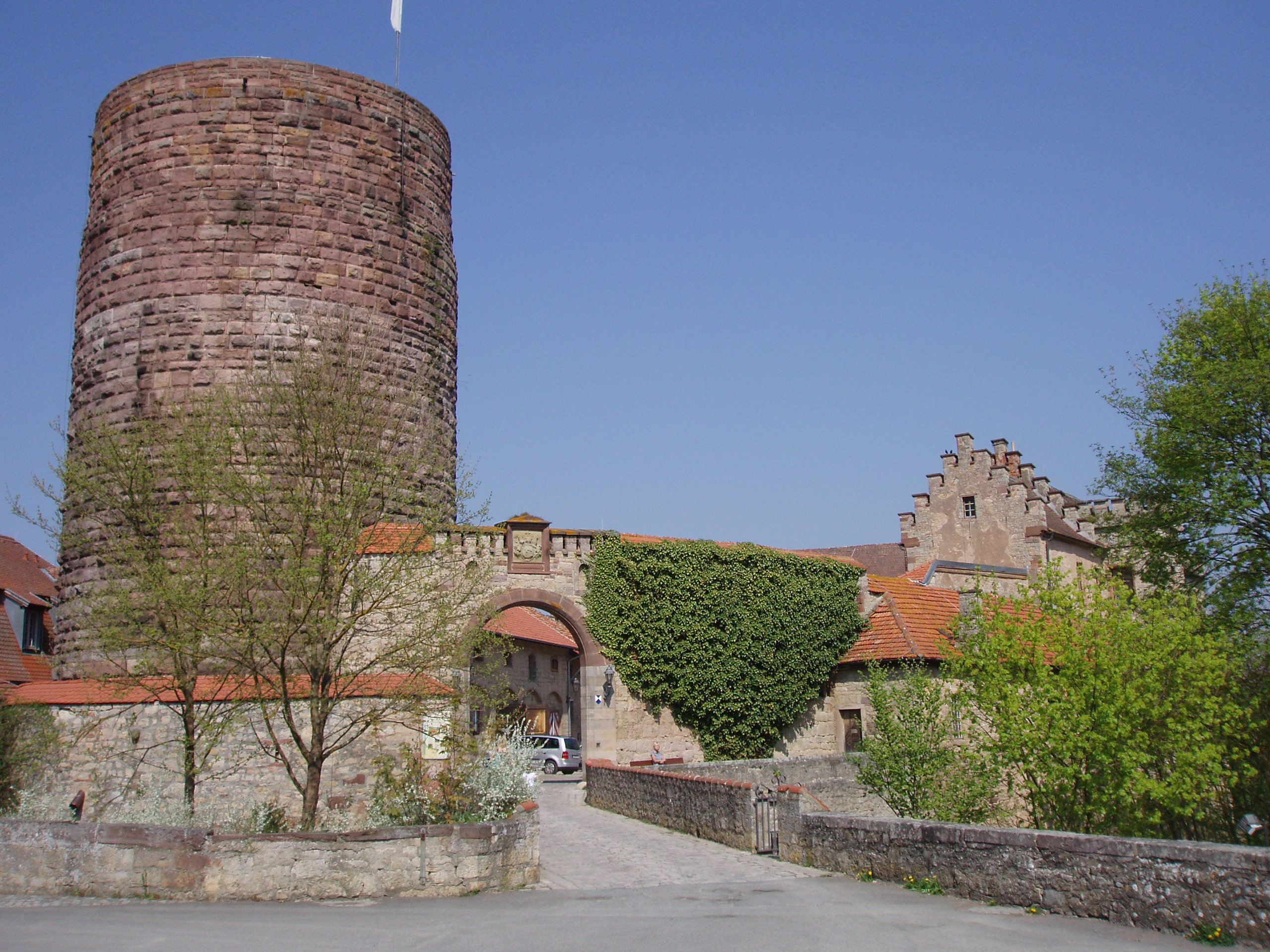
Schloss Saaleck bei Hammelburg

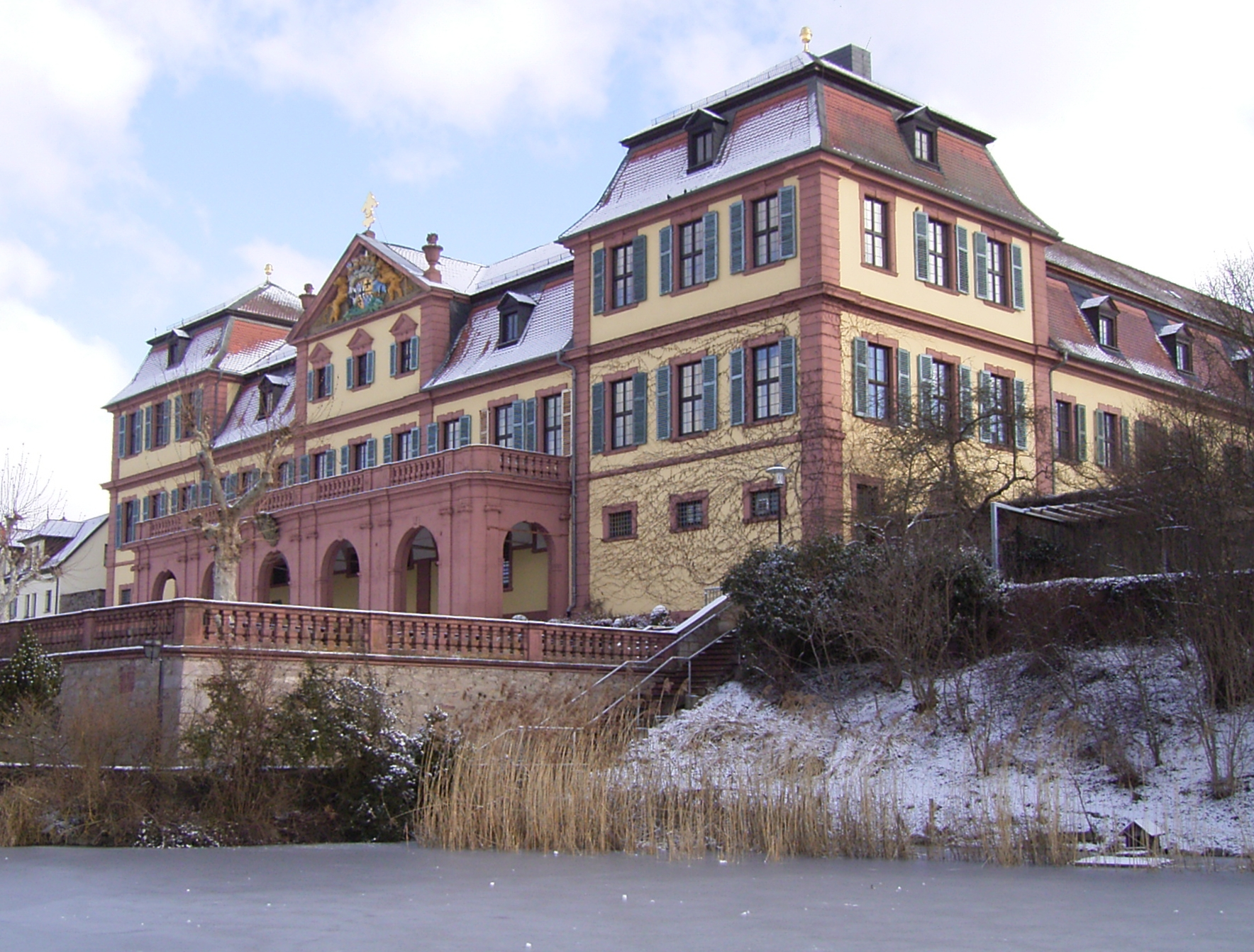
Kellereischloss Hammelburg

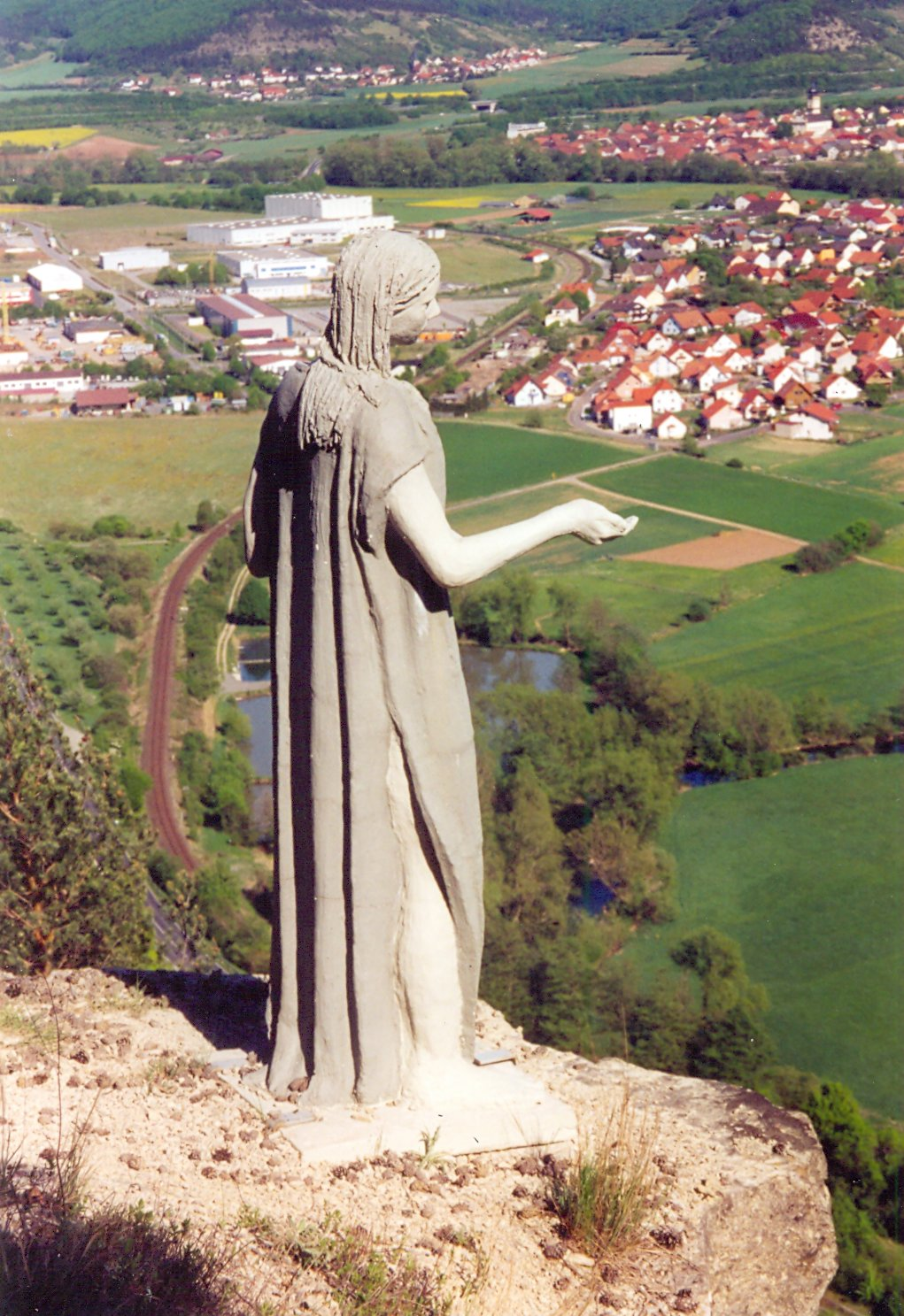
Amalberga, eine der von unbekannten Personen aufgestellten Statuen auf dem Rundweg Nr. 1

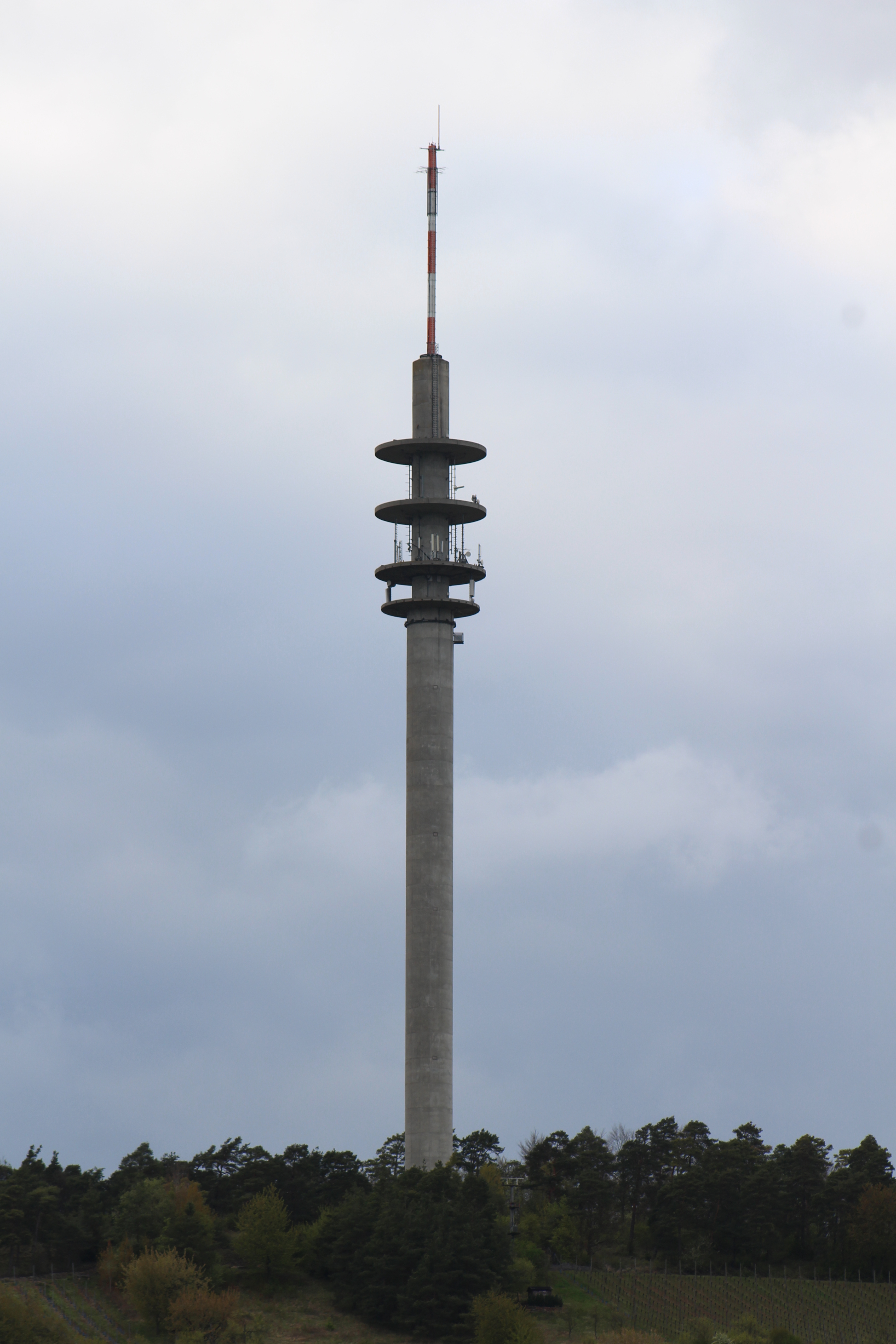
Fernmeldeturm Hammelburg

  - Kellereischloss Hammelburg (Rotes Schloss)
  - Katholische Stadtpfarrkirche St. Johannes der Täufer
  - Evangelische Stadtpfarrkirche St. Michael
  - Museum Herrenmühle
  - Kloster Altstadt
  - Kapellenkreuzweg Kloster Altstadt
  - Steinthalkapelle

- Gemeindeteile
  - Diebacher Wehrkirche mit Gaden.
  - Pfaffenhausener Dorfkirche St. Leonhard; Der Kirchturm ist gotisch (15. Jh.), das Langhaus stammt aus dem Jahre 1703.
  - Jüdischer Friedhof in Pfaffenhausen, auf dem u. a. Vorfahren des ehemaligen amerikanischen Außenministers Henry Kissinger begraben sind.

- Umgebung
  - Ruine Trimburg
  - Satellitenanlage der Erdfunkstelle Fuchsstadt mit rund vierzig bis zu 32 Meter großen Parabolantennen
  - Von unbekannten Personen aufgestellte Figuren auf dem Rundweg Nr. 1 nördlich der Stadt[21]
  - 142 Meter hoher Fernmeldeturm aus Stahlbeton

### Naturdenkmäler
- Linde am Geilesberg; sie steht etwa zwei Kilometer nördlich der Stadt, nahe der Straße zum Seehof
- Basaltkrater des Sodenbergs

für weitere Naturdenkmäler im Gebiet der Stadt Hammelburg: Siehe Liste der Naturdenkmäler im Landkreis Bad Kissingen

### Museen
- Museum Herrenmühle[22][23]

### Musik
- Bayerische Musikakademie (seit 1980 in Hammelburg)
- Die Stadtkapelle Hammelburg ist ein Blasorchester mit dem Schwerpunkt symphonische Blasmusik. Es bestehen aber auch eine Bigband und diverse Ensembles für Blechmusik, Kammermusik und Volksmusik sowie ein Saxophonquartett.
- Die Musikinitiative Hammelburg unterhält den Liveclub Wasserhaus, der, am Stadtrand gelegen, die Heimstatt vieler junger Bands ist.
- Die Musikkapelle Pfaffenhausen ist ein Blasorchester im Stadtteil Pfaffenhausen mit Schwerpunkt traditioneller Blasmusik.

### Fernsehen
In der US-Sitcom Ein Käfig voller Helden, die während des Zweiten Weltkriegs spielt, ist der zentrale Handlungsort das fiktive Gefangenenlager Stalag 13. Die Ortsangaben in der Serie variieren stark, ein Standort ist nahe Hammelburg.

### Sport
Die Volleyballmänner des TV/DJK Hammelburg spielten bis 2023 in der 2. Bundesliga Süd.

## Wirtschaft und Infrastruktur

### Verkehr

#### Straßenverkehr
Hammelburg hat die gleichnamigen Anschlussstellen (97) an die Bundesautobahn 7 (Fulda–Würzburg und umgekehrt) und liegt an den Bundesstraßen 27 und 287.

#### Schienenverkehr

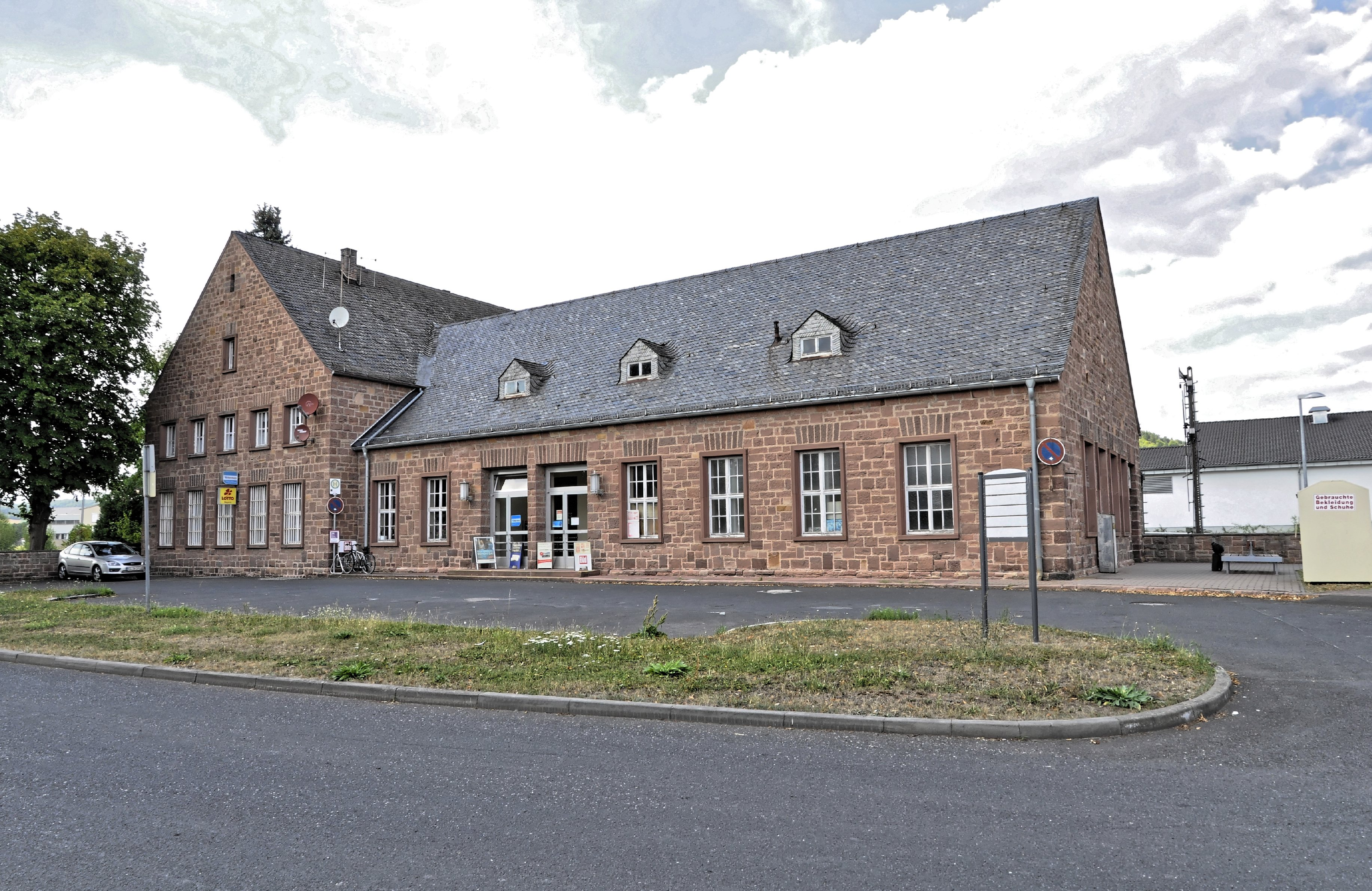
Bahnhof Hammelburg

Der Bahnhof Hammelburg liegt am Kilometer 27,5 der Bahnstrecke Gemünden–Bad Kissingen. Diese wird von der Erfurter Bahn mit Triebwagen des Typs Stadler Regio-Shuttle RS1 befahren, welche als Unterfranken-Shuttle nach Schweinfurt verkehren. Zusätzlich existieren im Stadtgebiet die Haltepunkte Hammelburg Ost, Diebach, Morlesau und Westheim-Langendorf.

#### Luftverkehr
Oberhalb von Schloss Saaleck, angeschlossen an das Lager Hammelburg, befindet sich der Flugplatz Hohe Lanz, der von der Flugsportgruppe Hammelburg e. V. mit Motor- und Segelflugzeugen genutzt wird, sowie in der Nähe ein Modellflugplatz.
Der Sonderlandeplatz Lager Hammelburg wurde schon im Ersten Weltkrieg als eines der ersten königlich bayerischen Fluggelände genutzt. Nach dem Zweiten Weltkrieg errichteten die Amerikaner ein Gebäude und eine Flugzeughalle. Seit 1963 wurde das Areal als Segelfluggelände der Fliegergruppe Noell aus Würzburg genutzt, vorher wurde in den Saalewiesen zwischen Hammelburg und Pfaffenhausen mit Segelflugzeugen geflogen. 1968 wurde die FSG Hammelburg e. V. gegründet und ist seitdem dort heimisch.
Nördlich von Untererthal befindet sich der Hubschrauber-Sonderlandeplatz Hammelburg-Untererthal, der von der Heli-Frankonia Flugbetriebs GmbH genutzt wird.

### Ansässige Unternehmen
Heute gibt es neben einer Reihe von Voll- und Nebenerwerbswinzern das Weingut Schloss Saaleck (Familie Lange), die Winzergenossenschaft (Kellereischloss) und die Filiale der Staatlichen Hofkellerei Würzburg (Trautlestal).
Seit 1923 ist Hammelburg Hauptsitz der Bank Schilling & Co, die seit 2019 zur Merkur Privatbank gehört.

### Bundeswehr
Der größte Arbeitgeber in Hammelburg ist die Bundeswehr. Einrichtungen sind die Infanterieschule der Bundeswehr mit dem VN Ausbildungszentrum (Ausbildungszentrum für Aufgaben im Auftrag der Vereinten Nationen), der Truppenübungsplatz und das Bundeswehr-Dienstleistungszentrum. Des Weiteren sind Teile des Jägerbataillons 1 (a.D) und das Offizieranwärterbataillon 2 (a.D) dort stationiert. Das Jägerlehrbataillon 353 ist seit Ende 2006 aufgelöst. Sämtliche Bundeswehreinrichtungen befinden sich im Süden der Stadt auf dem Lagerberg. Das Lager Hammelburg bildet einen eigenen Stadtteil.

### Bildung
Neben dem Frobenius-Gymnasium, dessen Geschichte bis ins 15. Jahrhundert zurückreicht, gibt es die Jakob-Kaiser-Realschule, eine Grundschule, eine Mittelschule mit Mittlere-Reife-Zug und Ganztagesschule, die Saaletal-Förderschule sowie die Musikschule Benkert.

## Persönlichkeiten

### Söhne und Töchter der Stadt
- Johann Froben, latinisiert: Johannes Frobenius (* um 1460; † 26. Oktober 1527), Buchdrucker und Verleger
- Matthias Wanckel (* 24. Februar 1511; † 2. Februar 1571), lutherischer Theologe
- Georg Horn (* 22. Dezember 1542; † 24. September 1603), Theologe und Historiograf
- Johannes Kornmann (* 1587; † 16. Januar 1656), Rechtswissenschaftler
- Daniel Stahl (* 1589; † 17. Mai 1654), Philosoph
- Johann Kilian Heller (* um 1633; † 10. Oktober 1674), Barockkomponist und Organist
- Georg Anton Boxberger (* 16. Mai 1679; † 2. Juli 1765), Apotheker
- Michael Konrad Wankel (* 16. Januar 1749; † 28. April 1834), Gerber, bayerischer Landtagsabgeordneter, ausgezeichnet vom schwedischen König mit dem Wasa-Ritterorden
- Philipp von Heß (* 2. Juni 1750; † 18. November 1825), deutscher Gutsbesitzer und Abgeordneter
- Franz Kaspar Hesselbach (* 27. Januar 1759; † 24. Juli 1816), Anatom
- Sebastian Demar (* 29. Juni 1763; † 25. Juli 1832), französischer Komponist und Musikpädagoge deutscher Herkunft
- Joseph Sales Miltenberger (* 29. Januar 1777; † 22. Juni 1854), katholischer Priester sowie Dompropst und Generalvikar der Diözese Speyer
- Michael Schnetter (* 26. September 1788; † 22. Mai 1854), katholischer Priester des Bistums Speyer und Domkapitular in Mainz
- Bernhard von Heß (* 22. Mai 1792; † 20. April 1869), beigesetzt in der Gruft der v. Heß’schen Grabkapelle im Hammelburger Friedhof, Generalleutnant
- Georg Ignaz Komp (* 5. Juni 1828; † 11. Mai 1898), 1894 Bischof von Fulda
- Anton Weber (* 27. Juni 1846; † 1. März 1915), römisch-katholischer Geistlicher, Lehrer und Kunsthistoriker
- Alfred Wanckel (* 12. September 1855; † 9. August 1925), Architekt
- Julius Carben (* 15. Februar 1862; † 30. April 1920), Maler, Illustrator und Karikaturist
- Jakob Kaiser (* 8. Februar 1888; † 7. Mai 1961), Politiker (Zentrumspartei, CDU), MdR, MdB, Minister für innerdeutsche Beziehungen
- Walther Schmidt (* 17. November 1899; † 24. April 1993), Architekt und Baubeamter
- Joseph Buttler (* 15. April 1902; † 1. August 1962), hessischer Landtagsabgeordneter (NSDAP)
- Adam Deinlein (* 27. Dezember 1909; † 21. März 2003), Regierungspräsident Oberbayerns von 1962 bis 1974
- Kurt Hepperlin (* 16. Juli 1920; † 26. Oktober 1992), Schauspieler und Dokumentarfilmregisseur
- Karl Offner (* 9. Januar 1939), Pädagoge, Diplompsychologe und Bryologe
- Hans-Josef Fell (* 7. Januar 1952), Politiker, Bündnis 90/Die Grünen
- Kristin Winter (* 7. Januar 1958), Schriftstellerin
- Jochen Partsch (* 29. April 1962), Politiker, Bündnis 90/Die Grünen, von 2011 bis 2023 Oberbürgermeister der Stadt Darmstadt
- Johannes Merz (* 1964), Historiker, Bibliotheksdirektor und Hochschullehrer
- Burkhard Hose (* 17. April 1967), deutscher römisch-katholischer Theologe, Geistlicher und Autor
- Hubert Fella (* 15. Januar 1968), Reality-TV-Teilnehmer
- Hajo Schüler (* 22. Mai 1971), Schauspieler und Maskenbauer
- Steffen Stockmann (* 15. März 1976), Fußballspieler
- Moritz Karlitzek (* 12. August 1996), Volleyballspieler
- Lorenz Karlitzek (* 17. Februar 1999), Volleyballspieler

### Persönlichkeiten, die vor Ort gewirkt haben
- Maria Probst (* 1. Juli 1902 in München; † 1. Mai 1967 ebenda), Politikerin (CSU), MdB, Vizepräsidentin des deutschen Bundestages (1965–1967).
- Marko Dyga (* 21. Februar 1924 in Hindenburg/Oberschlesien; † 26. Februar 2005), Landrat des Bäderlandkreises Bad Kissingen; Ehrenbürger der Stadt Hammelburg
- Herbert Trimbach (* 18. August 1954 in Schwärzelbach/Unterfranken), deutscher Jurist, Ministerialdirigent.

## Filme
- Tourismusmagazin Rhön im November 2019 – Hammelburg. Videoreportage, 12:12 Min., TV Mainfranken, ausgestrahlt am 12. November 2019 (Online).